# A Balmazújvárosi FC 2017–2018-as szezonja
Ez a szócikk a Balmazújvárosi FC 2017–2018-as szezonjáról szól, amely  az első idénye a csapatnak a magyar első osztályban. A klub fennállásának ekkor volt a 7. évfordulója. A szezon 2017 júliusában kezdődött, és 2018 június 2-án   ért véget.

## Játékoskeret
Utolsó módosítás: 2017. december 29.
A vastaggal jelzett játékosok felnőtt válogatottsággal rendelkeznek.
| #  |     | Poszt | Név                 |
| -- | --- | ----- | ------------------- |
| 1  | HUN | K     | Szécsi Gergő        |
| 2  | HUN | K     | Pogacsics Krisztián |
| 4  | HUN | V     | Rus Adrián          |
| 5  | HUN | V     | Tamás László        |
| 6  | HUN | V     | Póti Krisztián      |
| 7  | UKR | V     | Jurij Habovda       |
| 15 | GEO | CS    | Bacsana Arabuli     |
| 9  | HUN | CS    | Fekete Ádám         |
| 10 | HUN | KP    | Zsiga Ervin         |
| 13 | HUN | KP    | Sigér Dávid         |
| 18 | HUN | KP    | Haris Attila        |
| 19 | SRB | CS    | Nemanja Andrics     |
| 21 | CRO | KP    | Ante Batarelo       |
| 23 | HUN | CS    | Kovács Ádám         |

| #  |     | Poszt | Név                |
| -- | --- | ----- | ------------------ |
| 24 | HUN | V     | Vachtler Csaba     |
| 26 | HUN | KP    | Vajda Sándor       |
| 28 | HUN | V     | Bokros Tibor       |
| 30 | HUN | V     | Virág Aladár       |
| 33 | NGR | V     | Eke Uzoma          |
| 40 | HUN | KP    | Kamarás György     |
| 41 | HUN | CS    | Rácz Ferenc        |
| 55 | HUN | KP    | Bódis István       |
| 56 | HUN | CS    | Belényesi Miklós   |
| 67 | GEO | KP    | Irakli Maiszuradze |
| 69 | HUN | CS    | Vólent Roland      |
| 88 | HUN | K     | Horváth László     |
|    | HUN | KP    | Viscsák György     |
|    | HUN | CS    | Harsányi Zoltán    |

## Szakmai stáb
| Vezetőedző     | Pályaedző     | Kapusedző     | Technikai vezető  | Csapatorvos    | Masszőr      |
| Horváth Ferenc | Szamosi Tamás | Borsos Vilmos | Ifj. Murák László | Dr. Kiss Árpád | Perge Mihály |

## Statisztikák
Utolsó elszámolt mérkőzés: 2018. június 2.

### Kiírások
Dőlttel a jelenleg még le nem zárult kiírásokat illetve az azokban elért helyezést jelöltük.
| Kiírás        | Statisztikák | Statisztikák | Statisztikák | Statisztikák | Statisztikák | Statisztikák | Statisztikák | Kezdő forduló/ helyezés  | Végső forduló/ helyezés | Mérkőzések dátumai | Mérkőzések dátumai | Mérkőzések dátumai |
| Kiírás        | M            | GY           | D            | V            | LG–KG        | GK           | GÁ           | Kezdő forduló/ helyezés  | Végső forduló/ helyezés | Első               | Utolsó             | Következő          |
| ------------- | ------------ | ------------ | ------------ | ------------ | ------------ | ------------ | ------------ | ------------------------ | ----------------------- | ------------------ | ------------------ | ------------------ |
| OTP Bank Liga | 33           | 08           | 12           | 13           | 39–46        | 0–7          | 1,18         | 6.                       | 11.                     | 2017. 07. 16.      | 2018. 06. 02.      | —                  |
| Magyar kupa   | 09           | 06           | 02           | 01           | 17–06        | +11          | 1,89         | Legjobb 128 (6. forduló) | Elődöntő (11. forduló)  | 2017. 09. 20.      | 2018. 05. 09.      | —                  |
| Összesen      | 42           | 14           | 14           | 14           | 56–52        | 0+4          | 1,33         |                          |                         |                    |                    |                    |

### Gólszerzők a szezonban
A táblázatban csak azokat a játékosokat tüntettük fel, akik a szezon során legalább egy gólt szereztek bármelyik kiírásban.
A táblázat elején a több gólt elérő játékosokat tüntettük fel.
Egy-egy mérkőzést részletesen is megnézhet, ha a forduló sorszámát jelző szám alatti O vagy I betűre kattint.
| Játékos          | Összes gól | Összes gól | Összes gól | OTP Bank Liga | OTP Bank Liga | OTP Bank Liga | OTP Bank Liga | OTP Bank Liga | OTP Bank Liga | OTP Bank Liga | OTP Bank Liga | OTP Bank Liga | OTP Bank Liga | OTP Bank Liga | OTP Bank Liga | OTP Bank Liga | OTP Bank Liga | OTP Bank Liga | OTP Bank Liga | OTP Bank Liga | OTP Bank Liga | OTP Bank Liga | OTP Bank Liga | OTP Bank Liga | OTP Bank Liga | OTP Bank Liga | OTP Bank Liga | OTP Bank Liga | OTP Bank Liga | OTP Bank Liga | OTP Bank Liga | OTP Bank Liga | OTP Bank Liga | OTP Bank Liga | OTP Bank Liga | OTP Bank Liga | OTP Bank Liga | OTP Bank Liga | OTP Bank Liga | Magyar kupa | Magyar kupa | Magyar kupa | Magyar kupa | Magyar kupa | Magyar kupa | Magyar kupa | Magyar kupa | Magyar kupa     | Magyar kupa | Magyar kupa | Magyar kupa |
| Játékos          | Összes gól | Összes gól | Összes gól | Gólok         | Gólok         | Gólok         | 1             | 2             | 3             | 4             | 5             | 6             | 7             | 8             | 9             | 10            | 11            | 12            | 13            | 14            | 15            | 16            | 17            | 18            | 19            | 20            | 21            | 22            | 23            | 24            | 25            | 26            | 27            | 28            | 29            | 30            | 31            | 32            | 33            | Gólok       | Gólok       | Gólok       | 6           | 7           | 8           | 8d1         | 8dv         | 4d1             | 4dv         | ed1         | edv         |
| Játékos          | Gól        | 11         | öngól      | Gól           | 11            | öngól         | O             | O             | I             | O             | I             | I             | O             | I             | O             | I             | O             | O             | I             | O             | I             | O             | O             | I             | O             | I             | O             | I             | I             | O             | I             | O             | I             | I             | O             | I             | O             | I             | O             | Gól         | 11          | öngól       | I           | I           | I           | I           | O           | O               | I           | I           | O           |
| ---------------- | ---------- | ---------- | ---------- | ------------- | ------------- | ------------- | ------------- | ------------- | ------------- | ------------- | ------------- | ------------- | ------------- | ------------- | ------------- | ------------- | ------------- | ------------- | ------------- | ------------- | ------------- | ------------- | ------------- | ------------- | ------------- | ------------- | ------------- | ------------- | ------------- | ------------- | ------------- | ------------- | ------------- | ------------- | ------------- | ------------- | ------------- | ------------- | ------------- | ----------- | ----------- | ----------- | ----------- | ----------- | ----------- | ----------- | ----------- | --------------- | ----------- | ----------- | ----------- |
| Arabuli          | 12         | 2          | 0          | 9             | 1             | 0             |               |               | Gól           |               |               | gól           |               | Gól · Gól     |               |               |               |               | Gól           |               | Gól           |               |               |               |               | Gól           |               |               |               |               |               |               |               |               |               |               | Gól           |               | Gól           | 3           | 1           | 0           |             |             | Gól         | gól         |             |                 |             | Gól         |             |
| Vajda            | 8          | 0          | 0          | 4             | 0             | 0             |               |               | Gól           |               | Gól           |               |               |               |               |               | Gól           |               |               |               |               |               |               |               |               |               |               |               |               |               |               |               |               |               |               |               | Gól           |               |               | 4           | 0           | 0           |             |             |             | Gól         |             | Gól · Gól · Gól |             |             |             |
| Andrics          | 6          | 0          | 0          | 6             | 0             | 0             | Gól           |               |               | Gól           |               |               |               |               |               |               |               | Gól           |               |               |               |               |               |               |               |               |               |               |               | Gól           |               |               |               |               | Gól           |               | Gól           |               |               | 0           | 0           | 0           |             |             |             |             |             |                 |             |             |             |
| Rácz             | 5          | 0          | 0          | 4             | 0             | 0             |               |               |               | Gól · Gól     |               |               |               |               |               |               |               |               |               |               |               |               |               | Gól           |               | Gól           |               |               |               |               |               |               |               |               |               |               |               |               |               | 1           | 0           | 0           |             |             |             | Gól         |             |                 |             |             |             |
| Sigér            | 4          | 0          | 0          | 4             | 0             | 0             |               |               |               |               |               |               |               |               |               |               | Gól           |               | Gól           |               |               | Gól           | Gól           |               |               |               |               |               |               |               |               |               |               |               |               |               |               |               |               | 0           | 0           | 0           |             |             |             |             |             |                 |             |             |             |
| Fekete           | 2          | 0          | 0          | 2             | 0             | 0             |               |               |               |               |               |               |               |               |               |               |               |               |               |               |               | Gól           | Gól           |               |               |               |               |               |               |               |               |               |               |               |               |               |               |               |               | 0           | 0           | 0           |             |             |             |             |             |                 |             |             |             |
| Habovda          | 2          | 0          | 0          | 0             | 0             | 0             |               |               |               |               |               |               |               |               |               |               |               |               |               |               |               |               |               |               |               |               |               |               |               |               |               |               |               |               |               |               |               |               |               | 2           | 0           | 0           | Gól         |             |             |             |             | Gól             |             |             |             |
| Haris            | 2          | 0          | 0          | 2             | 0             | 0             |               |               |               | Gól           |               |               |               |               |               |               |               |               |               |               |               |               |               | Gól           |               |               |               |               |               |               |               |               |               |               |               |               |               |               |               | 0           | 0           | 0           |             |             |             |             |             |                 |             |             |             |
| Kovács           | 2          | 0          | 0          | 0             | 0             | 0             |               |               |               | Gól           |               |               |               |               |               |               |               |               |               |               |               |               |               |               |               |               |               |               |               |               |               |               |               |               |               |               |               |               |               | 2           | 0           | 0           |             |             | Gól · Gól   |             |             |                 |             |             |             |
| Rudolf           | 2          | 2          | 0          | 2             | 2             | 0             |               |               |               |               |               |               |               |               |               |               |               |               |               |               |               |               |               |               |               |               |               |               |               |               |               | gól · gól     |               |               |               |               |               |               |               | 0           | 0           | 0           |             |             |             |             |             |                 |             |             |             |
| Rus              | 2          | 0          | 0          | 2             | 0             | 0             |               |               |               |               |               |               |               |               |               |               |               |               |               |               |               |               |               |               |               |               |               |               |               |               |               |               |               |               |               |               | Gól           | Gól           |               | 0           | 0           | 0           |             |             |             |             |             |                 |             |             |             |
| Tamás            | 2          | 0          | 0          | 2             | 0             | 0             |               |               |               |               |               |               |               |               |               |               |               |               |               |               | Gól           |               |               |               |               |               |               |               |               |               |               |               |               |               |               |               |               |               | Gól           | 0           | 0           | 0           |             |             |             |             |             |                 |             |             |             |
| Batarelo         | 1          | 0          | 0          | 1             | 0             | 0             |               |               |               |               |               |               |               |               |               |               |               |               |               |               |               |               |               |               |               |               |               |               |               |               |               |               |               |               |               |               |               |               | Gól           | 0           | 0           | 0           |             |             |             |             |             |                 |             |             |             |
| Erdei            | 1          | 0          | 0          | 1             | 0             | 0             |               |               |               |               |               |               |               |               |               |               |               |               |               |               |               |               |               |               |               |               |               |               |               |               |               |               |               | Gól           |               |               |               |               |               | 1           | 0           | 0           |             |             |             |             |             |                 |             |             |             |
| Harsányi         | 1          | 0          | 0          | 0             | 0             | 0             |               |               |               |               |               |               |               |               |               |               |               |               |               |               |               |               |               |               |               |               |               |               |               |               |               |               |               |               |               |               |               |               |               | 1           | 0           | 0           |             |             |             |             |             |                 | Gól         |             |             |
| Sindagoridze, L. | 1          | 0          | 0          | 0             | 0             | 0             |               |               |               |               |               |               |               |               |               |               |               |               |               |               |               |               |               |               |               |               |               |               |               |               |               |               |               |               |               |               |               |               |               | 1           | 0           | 0           |             |             |             |             |             |                 | Gól         |             |             |
| Virág            | 1          | 0          | 0          | 0             | 0             | 0             |               |               |               |               |               |               |               |               |               |               |               |               |               |               |               |               |               |               |               |               |               |               |               |               |               |               |               |               |               |               |               |               |               | 1           | 0           | 0           |             | Gól         |             |             |             |                 |             |             |             |
| Vólent           | 1          | 0          | 0          | 0             | 0             | 0             |               |               |               |               |               |               |               |               |               |               |               |               |               |               |               |               |               |               |               |               |               |               |               |               |               |               |               |               |               |               |               |               |               | 1           | 0           | 0           | Gól         |             |             |             |             |                 |             |             |             |
| Zsiga            | 1          | 0          | 0          | 0             | 0             | 0             |               |               |               |               |               |               |               |               |               |               |               |               |               |               |               |               |               |               |               |               |               |               |               |               |               |               |               |               |               |               |               |               |               | 1           | 0           | 0           |             |             |             |             |             | Gól             |             |             |             |
| öngól            | 0          | 0          | 0          | 0             | 0             | 0             |               |               |               |               |               |               |               |               |               |               |               |               |               |               |               |               |               |               |               |               |               |               |               |               |               |               |               |               |               |               |               |               |               | 0           | 0           | 0           |             |             |             |             |             |                 |             |             |             |
| Összesen         | 56         | 4          | 0          | 39            | 3             | 0             | 1             | 0             | 2             | 4             | 1             | 1             | 0             | 2             | 0             | 0             | 2             | 1             | 2             | 0             | 2             | 2             | 2             | 2             | 0             | 2             | 0             | 0             | 0             | 1             | 0             | 2             | 0             | 1             | 1             | 0             | 4             | 1             | 3             | 17          | 1           | 0           | 2           | 1           | 3           | 3           | 0           | 5               | 2           | 1           | 0           |

Jelmagyarázat: : büntetőgól; Helyszín: O = otthon (hazai pályán); I = idegenben;

### Sárga/piros lapok és eltiltások a szezonban
A táblázatban csak azokat a játékosokat tüntettük fel, akik a szezon során legalább egy figyelmeztetést kaptak valamelyik kiírásban.
Egy-egy mérkőzést részletesen is megnézhet, ha a forduló sorszámát jelző szám alatti O vagy I betűre kattint.
| Játékos     | Összes figyelmeztetés | Összes figyelmeztetés | Összes figyelmeztetés | Összes figyelmeztetés | Összes figyelmeztetés | OTP Bank Liga    | OTP Bank Liga    | OTP Bank Liga    | OTP Bank Liga    | OTP Bank Liga    | OTP Bank Liga | OTP Bank Liga | OTP Bank Liga                        | OTP Bank Liga | OTP Bank Liga | OTP Bank Liga | OTP Bank Liga | OTP Bank Liga | OTP Bank Liga | OTP Bank Liga | OTP Bank Liga | OTP Bank Liga | OTP Bank Liga | OTP Bank Liga | OTP Bank Liga | OTP Bank Liga | OTP Bank Liga | OTP Bank Liga | OTP Bank Liga | OTP Bank Liga | OTP Bank Liga | OTP Bank Liga | OTP Bank Liga | OTP Bank Liga | OTP Bank Liga | OTP Bank Liga | OTP Bank Liga | OTP Bank Liga | OTP Bank Liga | OTP Bank Liga | OTP Bank Liga | OTP Bank Liga | OTP Bank Liga | Magyar kupa      | Magyar kupa      | Magyar kupa      | Magyar kupa      | Magyar kupa      | Magyar kupa | Magyar kupa | Magyar kupa | Magyar kupa | Magyar kupa | Magyar kupa | Magyar kupa | Magyar kupa | Magyar kupa |
| Játékos     | Összes figyelmeztetés | Összes figyelmeztetés | Összes figyelmeztetés | Összes figyelmeztetés | Összes figyelmeztetés | Figyelmeztetések | Figyelmeztetések | Figyelmeztetések | Figyelmeztetések | Figyelmeztetések | 1             | 2             | 3                                    | 4             | 5             | 6             | 7             | 8             | 9             | 10            | 11            | 12            | 13            | 14            | 15            | 16            | 17            | 18            | 19            | 20            | 21            | 22            | 23            | 24            | 25            | 26            | 27            | 28            | 29            | 30            | 31            | 32            | 33            | Figyelmeztetések | Figyelmeztetések | Figyelmeztetések | Figyelmeztetések | Figyelmeztetések | 6           | 7           | 8           | 8d1         | 8dv         | 4d1         | 4dv         | ed1         | edv         |
| Játékos     | Σ                     |                       |                       |                       | KM                    | Σ                |                  |                  |                  | KM               | O             | O             | I                                    | O             | I             | I             | O             | I             | O             | I             | O             | O             | I             | O             | I             | O             | O             | I             | O             | I             | O             | I             | I             | O             | I             | O             | I             | I             | O             | I             | O             | I             | O             | Σ                |                  |                  |                  | KM               | I           | I           | I           | I           | O           | O           | I           | I           | O           |
| ----------- | --------------------- | --------------------- | --------------------- | --------------------- | --------------------- | ---------------- | ---------------- | ---------------- | ---------------- | ---------------- | ------------- | ------------- | ------------------------------------ | ------------- | ------------- | ------------- | ------------- | ------------- | ------------- | ------------- | ------------- | ------------- | ------------- | ------------- | ------------- | ------------- | ------------- | ------------- | ------------- | ------------- | ------------- | ------------- | ------------- | ------------- | ------------- | ------------- | ------------- | ------------- | ------------- | ------------- | ------------- | ------------- | ------------- | ---------------- | ---------------- | ---------------- | ---------------- | ---------------- | ----------- | ----------- | ----------- | ----------- | ----------- | ----------- | ----------- | ----------- | ----------- |
| Andrics     | 5                     | 5                     | 0                     | 0                     | 1                     | 5                | 5                | 0                | 0                | 1                |               |               |                                      |               | Sárga lap     |               |               |               |               |               |               | Sárga lap     |               |               |               |               |               |               |               | Sárga lap     |               |               | Sárga lap     |               |               |               |               |               |               |               | Sárga lap     | X             |               | 0                | 0                | 0                | 0                | 0                |             |             |             |             |             |             |             |             |             |
| Arabuli     | 3                     | 3                     | 0                     | 0                     | 0                     | 3                | 3                | 0                | 0                | 0                |               |               |                                      |               |               | Sárga lap     |               |               |               |               |               |               |               |               |               |               |               |               |               |               |               |               |               |               |               | Sárga lap     |               |               |               |               | Sárga lap     |               |               | 0                | 0                | 0                | 0                | 0                |             |             |             |             |             |             |             |             |             |
| Erdei       | 1                     | 1                     | 0                     | 0                     | 0                     | 1                | 1                | 0                | 0                | 0                |               |               |                                      |               |               |               |               |               |               |               |               |               |               |               |               |               |               |               |               |               |               |               |               |               |               |               |               | Sárga lap     |               |               |               |               |               | 0                | 0                | 0                | 0                | 0                |             |             |             |             |             |             |             |             |             |
| Fekete      | 1                     | 1                     | 0                     | 0                     | 0                     | 1                | 1                | 0                | 0                | 0                |               | Sárga lap     |                                      |               |               |               |               |               |               |               |               |               |               |               |               |               |               |               |               |               |               |               |               |               |               |               |               |               |               |               |               |               |               | 0                | 0                | 0                | 0                | 0                |             |             |             |             |             |             |             |             |             |
| Habovda     | 11                    | 10                    | 1                     | 0                     | 2                     | 9                | 8                | 1                | 0                | 2                |               | Sárga lap     | sárga lap · 2. sárga lap · kiállítva | X             |               |               |               | Sárga lap     |               |               |               |               |               |               |               |               |               |               |               | Sárga lap     | Sárga lap     | Sárga lap     | X             |               | Sárga lap     | Sárga lap     | Sárga lap     |               |               |               |               |               |               | 2                | 2                | 0                | 0                | 0                | Sárga lap   |             |             |             |             |             |             |             | Sárga lap   |
| Haris       | 3                     | 3                     | 0                     | 0                     | 0                     | 3                | 3                | 0                | 0                | 0                |               | Sárga lap     |                                      |               |               |               |               |               |               |               |               |               |               |               | Sárga lap     |               |               | Sárga lap     |               |               |               |               |               |               |               |               |               |               |               |               |               |               |               | 0                | 0                | 0                | 0                | 0                |             |             |             |             |             |             |             |             |             |
| Horváth     | 3                     | 3                     | 0                     | 0                     | 0                     | 3                | 3                | 0                | 0                | 0                | Sárga lap     |               |                                      |               |               |               |               |               |               |               |               | Sárga lap     |               |               |               |               |               |               |               |               |               |               |               |               | Sárga lap     |               |               |               |               |               |               |               |               | 0                | 0                | 0                | 0                | 0                |             |             |             |             |             |             |             |             |             |
| Jagodics    | 3                     | 3                     | 0                     | 0                     | 0                     | 1                | 1                | 0                | 0                | 0                |               |               |                                      |               |               |               |               |               |               |               |               |               |               |               |               | Sárga lap     |               |               |               |               |               |               |               |               |               |               |               |               |               |               |               |               |               | 2                | 2                | 0                | 0                | 0                |             |             | Sárga lap   |             | Sárga lap   |             |             |             |             |
| Kovács      | 1                     | 1                     | 0                     | 0                     | 0                     | 1                | 1                | 0                | 0                | 0                |               |               |                                      |               |               | Sárga lap     |               |               |               |               |               |               |               |               |               |               |               |               |               |               |               |               |               |               |               |               |               |               |               |               |               |               |               | 0                | 0                | 0                | 0                | 0                |             |             |             |             |             |             |             |             |             |
| Maiszuradze | 6                     | 6                     | 0                     | 0                     | 0                     | 5                | 5                | 0                | 0                | 0                |               |               |                                      |               |               |               |               |               |               |               |               |               | Sárga lap     |               |               |               | Sárga lap     |               |               |               |               |               |               | Sárga lap     |               |               |               |               |               |               |               | Sárga lap     | Sárga lap     | 1                | 1                | 0                | 0                | 0                |             |             | Sárga lap   |             |             |             |             |             |             |
| Pogacsics   | 1                     | 1                     | 0                     | 0                     | 0                     | 1                | 1                | 0                | 0                | 0                |               |               |                                      |               |               |               |               |               |               |               |               |               |               | Sárga lap     |               |               |               |               |               |               |               |               |               |               |               |               |               |               |               |               |               |               |               | 0                | 0                | 0                | 0                | 0                |             |             |             |             |             |             |             |             |             |
| Póti        | 2                     | 2                     | 0                     | 0                     | 0                     | 2                | 2                | 0                | 0                | 0                |               |               |                                      |               |               |               |               |               |               |               | Sárga lap     |               | Sárga lap     |               |               |               |               |               |               |               |               |               |               |               |               |               |               |               |               |               |               |               |               | 0                | 0                | 0                | 0                | 0                |             |             |             |             |             |             |             |             |             |
| Rácz        | 1                     | 1                     | 0                     | 0                     | 0                     | 0                | 0                | 0                | 0                | 0                |               |               |                                      |               |               |               |               |               |               |               |               |               |               |               |               |               |               |               |               |               |               |               |               |               |               |               |               |               |               |               |               |               |               | 1                | 1                | 0                | 0                | 0                | Sárga lap   |             |             |             |             |             |             |             |             |
| Rudolf      | 3                     | 3                     | 0                     | 0                     | 0                     | 3                | 3                | 0                | 0                | 0                |               |               |                                      |               |               |               |               |               |               |               |               |               |               |               |               |               |               |               |               |               |               | Sárga lap     |               |               |               | Sárga lap     |               |               |               | Sárga lap     |               |               |               | 0                | 0                | 0                | 0                | 0                |             |             |             |             |             |             |             |             |             |
| Rus         | 5                     | 5                     | 0                     | 0                     | 1                     | 5                | 5                | 0                | 0                | 1                | Sárga lap     |               | Sárga lap                            |               |               |               |               |               |               |               | Sárga lap     |               |               |               |               |               |               |               | Sárga lap     |               |               |               | Sárga lap     | X             |               |               |               |               |               |               |               |               |               | 0                | 0                | 0                | 0                | 0                |             |             |             |             |             |             |             |             |             |
| Sigér       | 7                     | 7                     | 0                     | 0                     | 1                     | 7                | 7                | 0                | 0                | 1                |               | Sárga lap     |                                      |               |               | Sárga lap     |               | Sárga lap     |               |               |               |               | Sárga lap     |               |               |               |               |               |               |               |               |               |               |               | Sárga lap     | X             |               |               |               | Sárga lap     |               |               | Sárga lap     | 0                | 0                | 0                | 0                | 0                |             |             |             |             |             |             |             |             |             |
| Szécsi      | 2                     | 2                     | 0                     | 0                     | 0                     | 1                | 1                | 0                | 0                | 0                |               |               |                                      |               |               |               |               |               |               |               |               |               |               |               |               |               | Sárga lap     |               |               |               |               |               |               |               |               |               |               |               |               |               |               |               |               | 1                | 1                | 0                | 0                | 0                |             |             | Sárga lap   |             |             |             |             |             |             |
| Tamás       | 8                     | 8                     | 0                     | 0                     | 1                     | 7                | 7                | 0                | 0                | 1                |               |               |                                      |               |               |               | Sárga lap     | Sárga lap     | Sárga lap     | Sárga lap     |               |               |               |               | Sárga lap     | X             |               |               |               |               | Sárga lap     |               |               |               |               |               |               | Sárga lap     |               |               |               |               |               | 1                | 1                | 0                | 0                | 0                |             |             |             |             |             |             |             |             | Sárga lap   |
| Uzoma       | 4                     | 4                     | 0                     | 0                     | 0                     | 4                | 4                | 0                | 0                | 0                |               |               | Sárga lap                            |               |               |               |               |               |               |               | Sárga lap     |               |               |               |               |               |               |               |               |               |               | Sárga lap     |               |               |               |               |               |               |               |               |               |               | Sárga lap     | 0                | 0                | 0                | 0                | 0                |             |             |             |             |             |             |             |             |             |
| Zsiga       | 3                     | 3                     | 0                     | 0                     | 0                     | 2                | 2                | 0                | 0                | 0                |               |               |                                      |               |               |               |               |               |               |               |               | Sárga lap     |               |               |               |               |               |               |               | Sárga lap     |               |               |               |               |               |               |               |               |               |               |               |               |               | 1                | 1                | 0                | 0                | 0                |             |             |             | Sárga lap   |             |             |             |             |             |
| Vajda       | 7                     | 7                     | 0                     | 0                     | 1                     | 7                | 7                | 0                | 0                | 1                | Sárga lap     |               |                                      |               |               |               |               |               |               |               |               |               | Sárga lap     | Sárga lap     | Sárga lap     |               |               | Sárga lap     | X             |               |               |               |               |               |               |               | Sárga lap     | Sárga lap     |               |               |               |               |               | 0                | 0                | 0                | 0                | 0                |             |             |             |             |             |             |             |             |             |
| Összesen    | 80                    | 78                    | 1                     | 0                     | 7                     | 71               | 69               | 1                | 0                | 7                | 3             | 4             | 3                                    | 0             | 1             | 3             | 1             | 3             | 1             | 1             | 3             | 3             | 4             | 2             | 3             | 1             | 2             | 2             | 1             | 3             | 2             | 3             | 2             | 1             | 3             | 3             | 2             | 3             | 0             | 2             | 2             | 1             | 3             | 9                | 9                | 0                | 0                | 0                | 2           | 0           | 3           | 1           | 1           | 0           | 0           | 0           | 2           |

Jelmagyarázat: Helyszín: O = otthon (hazai pályán); I = idegenben; vörös színű vonallal jelezzük az őszi és a tavaszi szezon váltását;
Magyar kupa: 8d1 = nyolcaddöntő, 1. mérkőzés; 8dv = nyolcaddöntő, visszavágó; 4d1 = negyeddöntő, 1. mérkőzés; 4dv = negyeddöntő, visszavágó; ed1 = elődöntő, 1. mérkőzés; edv = elődöntő, visszavágó;
Σ = összes sárga ill. piros lap;  = sárga lapos figyelmeztetés;  = egy mérkőzésen 2 sárga lap utáni azonnali kiállítás;  = piros lapos figyelmeztetés, azonnali kiállítás; X = eltiltás; KM = eltiltás miatt kihagyott mérkőzés
A sárga lapos figyelmeztetések következménye: a labdarúgó az adott bajnokság 5. sárga lapos figyelmeztetését követően a soron következő egy bajnoki mérkőzésen nem rendelkezik játékjogosultsággal.

## OTP Bank Liga
Győzelem
      Döntetlen
      Vereség
| 1. ford. |

| Videoton | 1 – 1 | Balmazújv. |
| -------- | ----- | ---------- |
|          |       |            |

| Részletek |

| 2. ford. |

| Balmazújv. | 0 – 1 | Vasas |
| ---------- | ----- | ----- |
|            |       |       |

| Részletek |

| 3. ford. |

| Honvéd | 2 – 2 | Balmazújv. |
| ------ | ----- | ---------- |
|        |       |            |

| Részletek |

| 4. ford. |

| Balmazújv. | 4 – 0 | Diósgyőr |
| ---------- | ----- | -------- |
|            |       |          |

| Részletek |

| 5. ford. |

| Haladás | 3 – 1 | Balmazújv. |
| ------- | ----- | ---------- |
|         |       |            |

| Részletek |

| 6. ford. |

| Puskás Ak. | 2 – 1 | Balmazújv. |
| ---------- | ----- | ---------- |
|            |       |            |

| Részletek |

| 7. ford. |

| Balmazújv. | 0 – 1 | Újpest |
| ---------- | ----- | ------ |
|            |       |        |

| Részletek |

| 8. ford. |

| Mezőkövesd | 2 – 2 | Balmazújv. |
| ---------- | ----- | ---------- |
|            |       |            |

| Részletek |

| 9. ford. |

| Balmazújv. | 0 – 1 | Debrecen |
| ---------- | ----- | -------- |
|            |       |          |

| Részletek |

| 10. ford. |

| Paks | 1 – 0 | Balmazújv. |
| ---- | ----- | ---------- |
|      |       |            |

| Részletek |

| 11. ford. |

| Balmazújv. | 2 – 3 | Ferencváros |
| ---------- | ----- | ----------- |
|            |       |             |

| Részletek |

| 12. ford. |

| Balmazújv. | 1 – 1 | Videoton |
| ---------- | ----- | -------- |
|            |       |          |

| Részletek |

| 13. ford. |

| Vasas | 1 – 2 | Balmazújv. |
| ----- | ----- | ---------- |
|       |       |            |

| Részletek |

| 14. ford. |

| Balmazújv. | 0 – 3 | Honvéd |
| ---------- | ----- | ------ |
|            |       |        |

| Részletek |

| 15. ford. |

| Diósgyőr | 1 – 2 | Balmazújv. |
| -------- | ----- | ---------- |
|          |       |            |

| Részletek |

| 16. ford. |

| Balmazújv. | 2 – 1 | Haladás |
| ---------- | ----- | ------- |
|            |       |         |

| Részletek |

| 17. ford. |

| Balmazújv. | 2 – 2 | Puskás Ak. |
| ---------- | ----- | ---------- |
|            |       |            |

| Részletek |

| 18. ford. |

| Újpest | 2 – 2 | Balmazújv. |
| ------ | ----- | ---------- |
|        |       |            |

| Részletek |

| 19. ford. |

| Balmazújv. | 0 – 0 | Mezőkövesd |
| ---------- | ----- | ---------- |
|            |       |            |

| Részletek |

| 20. ford. |

| Debrecen | 0 – 2 | Balmazújv. |
| -------- | ----- | ---------- |
|          |       |            |

| Részletek |

| 21. ford. |

| Balmazújv. | 0 – 0 | Paks |
| ---------- | ----- | ---- |
|            |       |      |

| Részletek |

| 22. ford. |

| Ferencváros | 5 – 0 | Balmazújv. |
| ----------- | ----- | ---------- |
|             |       |            |

| Részletek |

| 23. ford. |

| Videoton | 1 – 0 | Balmazújv. |
| -------- | ----- | ---------- |
|          |       |            |

| Részletek |

| 24. ford. |

| Balmazújv. | 1 – 1 | Vasas |
| ---------- | ----- | ----- |
|            |       |       |

| Részletek |

| 25. ford. |

| Honvéd | 2 – 0 | Balmazújv. |
| ------ | ----- | ---------- |
|        |       |            |

| Részletek |

| 26. ford. |

| Balmazújv. | 2 – 1 | Diósgyőr |
| ---------- | ----- | -------- |
|            |       |          |

| Részletek |

| 27. ford. |

| Haladás | 0 – 0 | Balmazújv. |
| ------- | ----- | ---------- |
|         |       |            |

| Részletek |

| 28. ford. |

| Puskás Ak. | 3 – 1 | Balmazújv. |
| ---------- | ----- | ---------- |
|            |       |            |

| Részletek |

| 29. ford. |

| Balmazújv. | 1 – 1 | Újpest |
| ---------- | ----- | ------ |
|            |       |        |

| Részletek |

| 30. ford. |

| Mezőkövesd | 1 – 0 | Balmazújv. |
| ---------- | ----- | ---------- |
|            |       |            |

| Részletek |

| 31. ford. |

| Balmazújv. | 4 – 0 | Debrecen |
| ---------- | ----- | -------- |
|            |       |          |

| Részletek |

| 32. ford. |

| Paks | 0 – 1 | Balmazújv. |
| ---- | ----- | ---------- |
|      |       |            |

| Részletek |

| 33. ford. |

| Balmazújv. | 3 – 3 | Ferencváros |
| ---------- | ----- | ----------- |
|            |       |             |

| Részletek |

### Első kör
| 1. forduló (1. élvonalbeli mérkőzés) 2017. július 16., vasárnap 17:00 |

| Videoton                                          | 1 – 1               | Balmaz Kamilla Gyógyfürdő                       |
| ------------------------------------------------- | ------------------- | ----------------------------------------------- |
| Lazovics (1–1) 51' Nego 13' Juhász 73' Barczi 76' | (1 – 1) Jegyzőkönyv | 17' (0–1) Andrics 24' Rus 32' Vajda 66' Horváth |

| Pancho Aréna, Felcsút Nézőszám: 1 792 Játékvezető: Iványi Zoltán (magyar) Asszisztensek: Varga Zsolt és Márkus Tamás |

- Balmazújváros: Horváth — Habovda, Rus, Tamás, Uzoma — Vajda, Kovács (Batarelo  71'), Haris, Sigér , Zsiga (Fekete  59') — Andrics (Virág  80') Fel nem használt cserék: Szécsi (kapus), Póti, Arabuli, Belényesi. Vezetőedző: Horváth Ferenc

A mérkőzés elején a Videoton volt fölényben, de az újonc Balmazújváros egyáltalán nem játszott megilletődötten, és Andrics jóvoltából a 17. percben vezetést is megszerezte; (0–1). A hazaiakat a bekapott gól sem igazán rázta fel, a fehérvári szurkolók többször füttyszóval jelezték nemtetszésüket. A fordulást követően egyenlített a hazai gárda, Lazovics volt eredményes fejjel; (1–1). A Videoton a folytatásban nagy nyomás alatt tartotta a vendégek kapuját, újabb gólt azonban nem tudott szerezni.
- Horváth Ferenc az ellenfél vezetőedzőjeként egymást követő két szezonrajton is meglepte a Videotont Felcsúton. Tavaly a Diósgyőrrel nyert, most egy másik kelet–magyarországi együttessel döntetlent ért el.
- Ahogyan 2016–2017–ben, most sem kapott ki egyik újonc sem a nyitányon. Tavaly a Mezőkövesd és a Gyirmót egymás ellen kezdett (2–2), idén a Puskás Akadémia mellett az abszolút újonc Balmaz Kamilla Gyógyfürdő is pontot szerzett.
- A Videoton 2014 óta nem tudja győztes meccsel kezdeni a bajnokságot. Az elmúlt három évben kétszer kikapott (2015–ben a Bp. Honvédtól, tavaly a Diósgyőrtől), ehhez képest még nem is rossz a mostani eredmény.
- Danko Lazovics 2017–ben először szerzett bajnoki gólt vidéki ellenféllel szemben. Tavasszal mind az öt bajnoki találatát fővárosi csapat ellen érte el.
- A Videoton a legutóbbi hat hazai bajnoki meccséből csak egyet úszott meg kapott gól nélkül.
- Nemanja Andrics a huszonötödik gólját lőtte az NB I–ben, de az elsőt a Videoton ellen. Ugyanakkor a Pancho Arénában szerzett már gólt korábban az OTP Bank Ligában, de azt, sőt azokat a Puskás Akadémiának lőtte az Újpest játékosaként.
- A Videotonban csak olyan játékos játszott az új idény első bajnokiján, aki már az előző szezonban is a fehérvári klub tagja volt.[3]

| 2. forduló (2. élvonalbeli mérkőzés) 2017. július 23., vasárnap 18:00 |

| Balmaz Kamilla Gyógyfürdő                  | 0 – 1               | Vasas                                           |
| ------------------------------------------ | ------------------- | ----------------------------------------------- |
| Habovda 27' Sigér 32' Haris 62' Fekete 87' | (0 – 1) Jegyzőkönyv | 5' (0–1) Remili 9' Murka 38' Kleisz 77' Kulcsár |

| Városi stadion, Balmazújváros Nézőszám: 1 396 Játékvezető: Andó-Szabó Sándor (magyar) Asszisztensek: Lémon Oszkár és Szert Balázs |

- Balmazújváros: Horváth — Habovda, Tamás, Rus, Uzoma — Zsiga (Arabuli  61'), Sigér , Haris, Vajda — Kovács (Fekete  71'), Andrics (Belényesi  86') Fel nem használt cserék: Szécsi (kapus), Póti, Batarelo, Virág. Vezetőedző: Horváth Ferenc

A rekkenő hőségben a Vasas kezdte jobban a találkozót, ráadásul első kapura lövéséből a vezetést is megszerezte: jobboldali beadást követően az üresen maradt Remili bólintott a hosszú sarokba, (0–1). A játékrész derekán kiegyenlített mezőnyjátékot láthatott a közönség, de a fővárosiak futballoztak veszélyesebben, kapusuknak, Kamenárnak szinte egyáltalán nem akadt dolga, mígnem a szünet előtt beszorította ellenfelét a hajdúsági gárda. Az egyenlítést azonban előbb a kapufa, majd a vendégkapus nagy védése akadályozta meg. A folytatásban is a hazaiak játszottak fölényben, Kamenár újabb bravúrja kellett ahhoz, hogy ne változzon az eredmény. A Balmazújváros egészen a lefújásig hajtott az egyenlítésért, de az idő múlásával egyre inkább görcsössé vált, így alig veszélyeztette riválisa kapuját, azaz a Vasas megtartotta minimális előnyét.
Edzői nyilatkozatok a mérkőzés után:
Büszke vagyok a csapatunkra, a fiúk mindent megtettek a sikerért, ami most ennyire volt elég. Az elején elbambultunk a gólnál, s ezzel dőlt az előre eltervezett taktikánk. Az NB I-ben az ilyen hibákat könyörtelenül büntetik, s ilyen első húsz percek sem férnek bele, itt kilencven percen át kell koncentrálni. Az első játékrész felétől bizonyítottuk, hogy jó úton járunk. A tavalyi bronzérmestől nem szégyen ez az eredmény. Úgy érzem, hogy eddig mind a két mérkőzésünkön partiban tudtunk lenni a nagynevű ellenfeleinkkel. Egy kis idő, és jönni fognak az eredmények is.
Örülök, hogy a bajnokság első pontjait megszereztük. Ez fontos volt, hogy lekerüljön rólunk a nyomás. Kiválóan álltunk a mérkőzéshez, az első percekben nagy nyomást gyakoroltunk az ellenfél kapujára. Ennek köszönhetően hamar megszereztük a vezetést. A későbbiekben néhány figyelmetlenségünk miatt visszahoztuk ellenfelünket a mérkőzésbe. Volt is egy veszélyes helyzetük az első félidő végén. A szünetben kértem a játékosaimat, hogy tartsuk meg rendezettségünket és próbáltam igazítani a játékunkon. Voltaképpen csak arra kellett várnunk, hogy megszerezzük a második gólt. Ez sajnos nem jött össze, ami kissé zavart. Már van annyi rutinunk, hogy egy ilyen mérkőzést, ne csak megnyerjünk, hanem még több gólt is szerezzünk. Dicséret illeti a Balmazújvárost, látható, hogy üde színfoltja az NB I-nek.
- A Balmaz Kamilla Gyógyfürdő elveszítette története első hazai élvonalbeli bajnokiját.
- Horváth Ferenc tavaly a Diósgyőrrel két győzelemmel kezdte az idényt, most a Balmazújvárossal egy ponttal rajtolt az első két fordulóban.
- A Vasas a negyedik tétmérkőzését játszotta a 2017–2018-as idényben, először szerzett pontot, sőt pontokat.
- Remili Mohamed a huszonhatodik élvonalbeli gólját szerezte. A mostani előtti legutóbbi találata is egy idegenbeli győzelemhez segítette a vasast, a Videoton ellen.
- A Vasas a legutóbbi hat idegenbeli bajnoki meccséből négyet megnyert.
- Michael Oenning együttese március 4. óta először nem kapott gólt idegenbeli bajnoki találkozón.
- A Vasas egymás után másodszor is megnyerte 1–0-ra az idény első idegenbeli bajnokiját, 2016-ban az MTK-t, most a Balmaz Kamilla Gyógyfürdő ellen.[6]

 A kispestiek az első két fordulóban is otthon játszottak, a Haladás ellen nyertek, a Diósgyőr ellen döntetlent játszottak. Utóbbival lezárták tizenegy győzelemből álló remek sorozatukat. Az újonc eddig idegenben szerepelt jobban, tekintve, hogy Felcsúton váratlan döntetlent ért el a Videoton vendégeként, majd otthon kikapott a Vasastól. Horváth Ferenc edző az első fordulóban pontot szerzett egykori klubja ellen, most nyilván hasonlót szeretne anyaegyesületének csapatával szemben is.
| 3. forduló (3. élvonalbeli mérkőzés) 2017. július 29., szombat 20:30 (tv: Duna World) |

| Budapest Honvéd                                                                      | 2 – 2               | Balmaz Kamilla Gyógyfürdő                                           |
| ------------------------------------------------------------------------------------ | ------------------- | ------------------------------------------------------------------- |
| Eppel 82' (1–1) 52' Lanzafame (2–1) 63' Lovrics 16' Laczkó 45' Kamber 85' Danilo 88' | (0 – 1) Jegyzőkönyv | 3' (0–1) Vajda 69' (2–2) Arabuli 61' Uzoma 82' Rus 50′, 71′ Habovda |

| Bozsik József Stadion, Budapest Nézőszám: 1 753 Játékvezető: Szőts Gergely (magyar) Asszisztensek: Tóth II. Vencel és Varga Zsolt |

- Balmazújváros: Horváth — Uzoma, Rus, Tamás, Habovda — Andrics (Batarelo  90+2'), Haris, Sigér , Vajda — Arabuli (Póti  72'), Kovács (Rácz  77') Fel nem használt cserék: Pogacsics (kapus), Fekete, Zsiga, Virág. Vezetőedző: Horváth Ferenc

A vendégek meglepetésre már a 3. percben gólt szereztek, Vajda Sándor gondolt egy nagyot, és kissé jobbról, mintegy 20 méterről ballal a kapu jobb sarkába tekert, Laczkó mellől. Az ötösön Bobál felugrott a labdáért, de nem érte el a labdát, talán ez zavarta meg Grófot; (0–1). A folytatásban a bajnok Honvéd fölénybe került, irányította a mérkőzést, időnként be is szorította ellenfelét a saját kapuja elé, de a balmazújvárosiak eredményesen védekeztek, így a hazai együttes csak egy komoly gólhelyzetet tudott kialakítani a 36. percben: Eppel passzolt előre Lanzafamenak, aki a tizenhatosról indította a hajdúsági védők között a tavalyi gólkirályt (Eppelt), aki egy csel után visszatette a játékszert az olasznak, aki egyből rálőtte, azonban a Balmaz kapusa jól helyezkedett és védte a középmagas lövést. A fordulás után az 52. percben egyenlített a Honvéd: a vendégek támadását les miatt lefújta a játékvezető, a saját büntetőterületük sarkáról Lovrics gyorsan elvégezte az érte járó szabadrúgást, Kamber jobbról, a felezővonaltól Eppel Mártont ugratta ki, aki az ötös jobb sarka elől jobbal, két érintésből a kapu közepébe perdítette a labdát a kivetődő kapus fölött; (1–1). A 63. percben át is vette a vezetést a hazai csapat: Latifu jobb oldali beívelését Eppel önzetlenül középre fejelte az ötös bal sarka elől, az érkező Davide Lanzafame a bal oldali kapufa elől jobbal a kapu közepébe lőtt, egy méterről; (2–1). De nem tudta otthon tartani a három pontot a címvédő, mert a vendégek a ritka támadásaik egyikét góllal fejezték be: a 69. percben Vajda gurított jobbról okosan középre, Bacsana Arabuli ballal a bal alsóba lőtt tizenegy méterről, középről, az elvetődő honvédos védőjátékos lába és Gróf kapus keze alatt; (2–2). A Balmazújváros bő húsz percet emberhátrányban játszott – Habovda a 71. percben kapta meg második sárga lapját –, a hazai csapat azonban nem tudott élni az emberelőnyös lehetőséggel.
- A Budapest Honvéd, amely korábban tizenegy hazai bajnoki mérkőzését kivétel nélkül megnyerte, egymást követő két találkozón is 2–2-re végzett a Bozsik József Stadionban.
- A kispesti alakulat sorozatban 14. bajnoki mérkőzésén maradt veretlen a Bozsik Stadionban.
- A kispestiek eddigi hat bajnoki góljából ötöt Eppel Márton és Davide Lanzafame szerzett az idényben.
- Az olasz az egyik játékos, aki az első három forduló mindegyikében gólt szerzett az OTP Bank Liga 2017–2018-as idényében. (A másik Varga Roland.) Ebben az idényben, beleértve a Hapoel Beer-Sheva elleni BL-selejtezőket is, csapata mind az öt találkozóján a kapuba talált.
- 2016 októbere óta először nem nyert meg a Honvéd két egymást követő hazai bajnokija közül egyet sem.
- A balmazújvárosiak élvonalbeli történetük során először szereztek és először kaptak két gólt.
- Az újonc az első két idegenbeli élvonalbeli mérkőzésén döntetlent játszott az előző idény ezüstérmesével, majd a bajnokkal is.
- A vendégek tíz emberrel fejezték be a mérkőzést, miután Jurij Habovda a 70. percben megkapta a második sárga lapját.[7]

A Diósgyőr sorozatban negyedszer is idegenben játszik, de az eddigi példák azt mutatják, ez nem szab gátat eredményességének. Bódog Tamás együttese eddig a bajnok Honvédnál (2. forduló: Honvéd–DVTK 2–2), valamint a Vasasnál (1. forduló: Vasas–DVTK 0–3) és a Haladásnál (3. forduló: Haladás–DVTK 0–3) vendégeskedett, összesen hét pontot gyűjtve. A legutóbbi hat idegenbeli bajnoki mérkőzésén veretlen maradt. Az újonc Balmaz Kamilla Gyógyfürdő FC az eddigi egyetlen hazai élvonalbeli mérkőzését elveszítette a Vasas ellen, ugyanakkor idegenben már két bravúrra is képes volt (1. forduló: Videoton–Balmaz 1–1 és 3. forduló: Honvéd–Balmaz 2–2). Horváth Ferenc, a csapat vezetőedzője az előző ősszel a mostani ellenfelet, a Diósgyőrt irányította.
| 4. forduló (4. élvonalbeli mérkőzés) 2017. augusztus 5., szombat 18:00 (tv: M4 Sport) |

| Balmaz Kamilla Gyógyfürdő                                      | 4 – 0               | Diósgyőr           |
| -------------------------------------------------------------- | ------------------- | ------------------ |
| Haris (1–0) 40' Andrics (2–0) 61' Rácz (3–0) 86' • (4–0) 90+2' | (1 – 0) Jegyzőkönyv | 47' Karan 87' Tóth |

| Városi stadion, Balmazújváros Nézőszám: 2 206 Játékvezető: Pintér Csaba (magyar) Asszisztensek: Ring György és Király Krisztián |

- Balmazújváros: Horváth — Póti, Tamás, Rus, Uzoma — Vajda, Sigér , Haris — Arabuli (Zsiga  76'), Kovács (Rácz  85'), Andrics (Belényesi  90+1') Fel nem használt cserék: Pogacsics (kapus), Batarelo, Bokros, Virág. Vezetőedző: Horváth Ferenc

A meccs első félidejében kezdeményezőbb futballt játszott a DVTK, de támadójátéka nem állt össze, a gyors ellentámadásokkal operáló hazaiak veszélyesebben futballoztak. Így egyáltalán nem jelentett meglepetést, hogy a 41. percben az első NB I-es gólját jegyző, 20 éves Haris Attila találatával vezetést szerzett a Balmazújváros; (1–0). A szünetben Bódog Tamás, a Diósgyőr vezetőedzője kettőt cserélt, de a várt javulás helyett még látványosabb lett a hazai fölény, és teljesen megérdemelten érkezett a második balmazi gól, a 61. percben egy bal oldalon vezetett gyors kontra végén Nemanja Andrics talált be; (2-0). A folytatásban ment előre a DVTK, de a támadójátéka teljes csődöt mondott ezen a mérkőzésen, a helyzetek a jól kontrázó házigazdák előtt adódtak. A 85. percben jött a harmadik találat, a csereként beállt Rácz Ferenc első megmozdulásából gólt szerzett: egy újabb kontra végén betört a 16-oson belülre, és a jobb alsó sarokba lőtt; (3-0). A 92. percben Rácz vitte be a kegyelemdöfést is, a teljesen széteső DVTK-védelem asszisztálása mellett lőtt nagy gólt egy ellentámadásból; (4-0).
- Az újonc balmazújvárosi csapat története során először nyert élvonalbeli bajnoki mérkőzést.
- Nemanja Andrics a Balmaz Kamilla Gyógyfürdő FC történetének első játékosa, aki két élvonalbeli mérkőzésen is szerzett gólt a klub színeiben. A szerb játékos tavaly nyáron ugyancsak elért gólt a DVTK ellen, de akkor kikapott az Újpesttel.
- Rácz Ferenc az első futballista a Balmazújváros történetében, aki élvonalbeli mérkőzésen két gólt is szerzett. A sokat vándorolt támadó a mostanit megelőzően a 2014–2015-ös szezonban szerzett gólt az OTP Bank Ligában, akkor is a Diósgyőr ellen.
- Haris Attila élete első élvonalbeli gólját szerezte.
- Az új csapatainál mindig jól kezdő Horváth Ferenc az első négy fordulóban három olyan egyesület ellen is szerzett pontot, amelyben futballistaként szerepelt.
- A Diósgyőr, amióta Bódog Tamás a csapat edzője, még nem szenvedett ilyen súlyos vereséget. A csapat négy góllal tavaly július 30-án, a Ferencvárostól kapott ki négy góllal az OTP Bank Ligában. Akkor még Horváth Ferenc volt az edző.
- A DVTK vendégként április 15. óta először kapott ki.[8]

 A Haladás vereséggel kezdett Kispesten, majd legyőzte a Debrecent, aztán kétszer ismét kikapott (a 3. fordulóban a DVTK-tól 3–0-ra, míg a 4. fordulóban a Pakstól 2–0-ra). A Diósgyőr ellen ráadásul eddigi legsúlyosabb soproni vereségét szenvedte el. Hazai mérlege 2017-ben négy győzelem, egy döntetlen, négy vereség. A Horváth Ferenc által irányított újonc eddig bravúrosan szerepelt idegenben, a legutóbbi bajnokság arany- és ezüstérmese ellen is pontot tudott szerezni (az 1. fordulóban a Videoton otthonában 2–2, míg a 3. fordulóban a Honvéd otthonában 2–2). A négy fordulóban csupán egyszer, a Vasas ellen otthon kapott ki (2. forduló,  0–1). Tavaly, amikor Mészöly Géza együttese rossz hazai szériában volt, éppen Horváth Ferenc akkori csapata, a Diósgyőr ellen nyert 3–1-re. Az a győzelem aztán egy kítűnő sorozatot indított el. 
| 5. forduló (5. élvonalbeli mérkőzés) 2017. augusztus 12., szombat 18:00 |

| Swietelsky Haladás                                                         | 3 – 1               | Balmaz Kamilla Gyógyfürdő   |
| -------------------------------------------------------------------------- | ------------------- | --------------------------- |
| Williams (1–0) 24' (11-esből) • (2–0) 40' Jagodics 76' (3–1) 78' Simon 19' | (1 – 0) Jegyzőkönyv | 76' (2–1) Vajda 14' Andrics |

| Káposztás utcai Stadion, Sopron Nézőszám: 1 162 Játékvezető: Szabó Zsolt (magyar) Asszisztensek: Farkas Balázs és Szalai Dániel |

- Balmazújváros: Horváth — Póti, Tamás, Rus, Uzoma — Vajda, Sigér , Haris — Arabuli (Belényesi  80'), Kovács (Zsiga  56'), Andrics (Rácz  66') Fel nem használt cserék: Szécsi (kapus), Habovda, Batarelo, Virág. Vezetőedző: Horváth Ferenc
- Haladás: Király — Simon, Wils (Jagodics  53'), Németh, Bošnjak — Kiss (Tóth M.  szünetben), Mészáros K., Jancsó — Ramos, Medgyes (Grumics  80'), Williams Fel nem használt cserék: Gyurján (kapus), Tóth D., Rácz, Kovács L. Vezetőedző: Mészöly Géza

Az egy–egy győzelemmel álló csapatok találkozóján a keretből kikerült Halmosi Pétert nélkülöző Haladás kezdett jobban, az újonc balmazújvárosiak kontrákból próbálkoztak. A soproni "albérletben" lévő szombathelyiek Williams büntetőjével szereztek vezetést, ez volt a csapat második találata a szezonban; (1–0). A hajdúsági együttes rákapcsolt, és több gólhelyzetet is kialakított, ám a 41 éves Király Gábor rendre hárított. Térfélcsere után élénk mezőnyjáték folyt a pályán, mígnem egy pontos középre adásból Williams megduplázta a hazaiak előnyét; (2–0). Vajda remek szabadrúgásból szépített; (2–1). Majd Jagodics egy közeli fejessel biztosította a szombathelyiek idénybeli második győzelmét; (3–1). A Haladás legutóbbi kilenc bajnokijából a másodikat nyerte meg, az újonc Balmazújváros pedig április óta először kapott ki idegenben.
Edzői nyilatkozatok a mérkőzés után:
Nehéz mérkőzést játszottunk, győzelmünk értékét növeli, hogy egy nagyszerű ellenfelet győztünk le. Jól kezdtük a meccset, ezt a jó időszakot egy góllal koronáztuk meg. Teli önbizalommal játszottunk, bátran felvállaltuk a cseleket. A második félidőben kicsit leült a játék, de csapat erejét mutatja, hogy akkor szereztünk gólt, amikor nem ment annyira a foci. A beszálló játékosok sokat tettek hozzá a meccshez, így például Jagodics Márk, aki korábban rendszeresen kezdő volt, de most nem duzzogott, hogy nem került a kezdőcsapatba. Örülök, hogy a Balmazújváros találatára gyors góllal válaszoltunk, s ezzel eldöntöttük a mérkőzést. Ma igazi csapatként működtünk, a játékosok kisegítették egymást, mindig volt egy becsúszó láb. A fiúknak helyén volt a szívük, örülök, hogy három gólt gólt szereztünk. Ami Stef Wilset illeti, egy hete Pakson kifordult a bokája, de nem jött rendben teljesen, ezért le kellett cserélni.
Jó iramú mérkőzést játszottunk, amely nem úgy alakult, ahogy szerettük volna. A Haladás gólja után ugyanis nem tudtuk a saját játékukat játszani, másfajta futballba kényszerültünk bele. Az az igazság, hogy nem ronthattunk az ellenfélnek, hiszen ez még csak az ötödik NB I-es meccsünk volt. A vereség ellenére nem vallottunk szégyent, nem játszottunk alárendelt szerepet. Az, hogy nekünk kell kezdeményeznünk, most fordult elő első alkalommal - így nem tudtuk saját futballunkat megmutatni.
- A Haladás a második hazai mérkőzését nyerte meg az idényben, ezzel – a pályaválasztóként egy meccsel többet játszott Honvéd társaságában – a legjobb a mezőnyben.
- Idén másodszor szerzett Sopronban játszott bajnokin legalább három gólt Mészöly Géza együttese. Áprilisban az egyik akkori újoncot, a Mezőkövesdet verte meg 4-2-re.
- David Williams kétségtelenül a Haladás legjobb góllövője 2017-ben. Tavasszal hét gólt lőtt, ősszel pedig már hármat. A Haladás négy eddigi őszi góljából hármat ő jegyez,
- Jagodics Márk a mostanit megelőzően 2015. augusztus elsején, az MTK ellen szerzett gólt az élvonalban.
- A Balmaz Kamilla Gyógyfürdő az előző fordulóban négy góllal nyert, most kettővel kikapott. Először kapott három gólt az OTP Bank Ligában.
- A kárpátaljai Vajda Sándor a második gólját szerezte, ezzel beérte a házi góllövőlistán Nemanja Andricsot.
- A balmazújvárosiak harmadszor játszottak idegenben, a Videoton FC-től és a Honvédtól elvittek egy pontot, a Haladástól nem tudtak.[10]

| 6. forduló (6. élvonalbeli mérkőzés) 2017. augusztus 19., szombat 18:00 |

| Puskás Akadémia                                                                  | 2 – 1               | Balmaz Kamilla Gyógyfürdő                               |
| -------------------------------------------------------------------------------- | ------------------- | ------------------------------------------------------- |
| Molnár (1–0) 9' Knežević 80' (2–0) 45+1' Diallo 38' Hegedűs J. 63' Mevoungou 67' | (2 – 0) Jegyzőkönyv | 64' (11-esből) (2–1) 38' Arabuli 52' Sigér 90+3' Kovács |

| Pancho Aréna, Felcsút Nézőszám: 814 Játékvezető: Solymosi Péter (magyar) Asszisztensek: Király Krisztián és Huszár Balázs |

- Balmazújváros: Horváth — Habovda, Tamás, Rus, Uzoma — Vajda, Sigér  (Maiszuradze  82'), Haris, Andrics (Rácz  68') — Arabuli, Zsiga (Kovács  69') Fel nem használt cserék: Szécsi (kapus), Póti, Virág, Belényesi. Vezetőedző: Horváth Ferenc
- Puskás Akadémia: Hegedüs L. — Osváth, Heris, Hegedűs J., Balogh B. — Márkvárt, Mevoungou — Molnár (Szécsi  74'), Knežević, Szakály P. (Sallai  64') — Diallo (Vanczák  85') Fel nem használt cserék: Danilovics (kapus), Zsidai, Spandler, Bačelić-Grgić. Vezetőedző: Pintér Attila

A Puskás Akadémia kezdte jobban a mérkőzést, és hamar vezetést szerzett. A kapott gól hatására aktívabb lett a Balmazújváros is, de Hegedűs bravúrja megakadályozta az egyenlítést. A szünet előtt egy hatalmas védelmi- és kapushiba révén mégis a felcsútiak növelték előnyüket. Az egész mérkőzésen jól futballozó Knezevic a gólja után a kapufát találta el a második játékrész kezdetén, míg a Balmazújvárost érezhetően megfogta a második hazai gól. Ennek ellenére a hajdúságiak büntetőből szépítettek, a hátralévő időben viszont nem tudták átjátszani a hazaiak védelmét, így Pintér Attila együttese biztosan őrizte meg minimális előnyét a lefújásig, ezzel megszerezte idénybeli első győzelmét.
Edzői nyilatkozatok a mérkőzés után:
Az első félidőben uraltuk a játékot, meg tudtuk szerezni a vezetést. A második félidőben a túlzott nyerési vágytól kissé görcsössé váltunk. Az előző mérkőzéseken összességében sokkal jobban játszottunk, három találkozón is megszereztük a vezetést, de akkor nem tudtuk növelni az előnyt, és nem sikerült győznünk. Most a vezetés után rúgtunk még egyet, majd kettő-nulla után kaptunk egy elkerülhető gólt, de a nagy nyerni akarás meghozta, hogy három ponttal gazdagabbak vagyunk, és fel tudunk zárkózni. Nagy tétje volt ennek a mérkőzésnek, mindenképpen nyernünk kellett, hogy ragadni tudjunk a többiekre. Gratulálok a csapatomnak!
Két tanulságot mondanék. Az első, hogy ahol majális van, oda nem kell ajándékot vinni. A másik, amire rájöttem, hogy a sírás olyan, mint az ima: ha sokáig célzod a megfelelő embernek, akkor meghallgatásra talál. Igen, a bírói hibákra gondolok. Például az első gólra, ami lélektanilag mindig nagyon fontos. Ott lerántották az egyik játékosomat, nem olyan bonyolult ez… Nem fociról beszéltünk a szünetben, az biztos. Amíg ilyen gólokat kapunk, addig nehéz lesz pontot szerezni.
- Pintér Attila csapata megszerezte az első győzelmét az OTP Bank Liga 2017–2018-as idényében.
- A Puskás Akadémia 2016 márciusa óta először szerzett két egymást követő élvonalbeli mérkőzésén is két-két gólt.
- Molnár Gábor az első bajnoki gólját érte el a Puskás Akadémia tagjaként. Harminckét bajnoki mérkőzésen kilenc gólt ért el eddig az élvonalban.
- Josip Knežević másodszor játszott végig Magyarországon élvonalbeli bajnoki mérkőzést. Megszerezte az első gólját.
- A Balmaz Kamilla Gyógyfürdő először veszített két egymást követő fordulóban.
- A grúz Arabuli a második gólját szerezte az élvonalban. Övé is lett egy „elsőség”: a balmazújvárosi klub történetében ő lőtt először tizenegyesgólt az élvonalban.
- A balmazújvárosiak kilenc góljánál eddig csak három csapat (Honvéd, Ferencváros, DVTK) szerzett több gólt, igaz, a Videoton és a Paks egy mérkőzéssel kevesebbet játszott.[12]

 Horváth Ferenc csapata kifejezetten jól szerepelt eddig azon riválisok ellen, amelyeknél hajdanán az egykori válogatott csatár futballozott. Az Újpest is ilyen… Az újonc egy mérkőzést nyert eddig, hazai pályán kiütötte a Diósgyőrt. Már nem veretlen hazai pályán, mivel története első hazai élvonalbeli bajnoki mérkőzésén kikapott a Vasastól. Az Újpest, a Ferencvárossal együtt, tudhatja a neve mellett a legtöbb döntetlent, az első hat fordulóból négyben egy pontot szerzett. Vendégként szenvedte el egyetlen vereségét, szoros mérkőzésen kikapott a Honvédtól a Bozsik József Stadionban, ahonnan egyébként a Balmaz Kamilla Gyógyfürdő elhozott egy pontot. Érdekes, hogy mindkét csapatnak 9–9 a gólkülönbsége, az Újpest minden fordulóban szerzett eddig gólt, a Balmazújváros csak a Vasas ellen nem talált a kapuba. 
| 7. forduló (7. élvonalbeli mérkőzés) 2017. augusztus 26., szombat 18:00 |

| Balmaz Kamilla Gyógyfürdő | 0 – 1               | Újpest                                                  |
| ------------------------- | ------------------- | ------------------------------------------------------- |
| Tamás 86'                 | (0 – 0) Jegyzőkönyv | 64' (0–1) Simon 23' Bojovics 79' Litauszki 83' Tischler |

| Városi stadion, Balmazújváros Nézőszám: 2 062 Játékvezető: Kassai Viktor (magyar) Asszisztensek: Varga Zsolt és Varga Gábor |

- Balmazújváros: Horváth — Habovda, Tamás, Rus, Uzoma — Vajda (Kovács  74'), Sigér , Maiszuradze (Rácz  74') — Zsiga, Arabuli (Vólent  83'), Andrics Fel nem használt cserék: Szécsi (kapus), Póti, Batarelo, Bódis. Vezetőedző: Horváth Ferenc
- Újpest: Pajovics — Pávkovics, Litauszki , Bojovics (Mohl  szünetben) — Pauljevics, Nagy (Angelov  75'), Szankovics, Salétros — Nwobodo, Tischler, Zsótér (Simon  63') Fel nem használt cserék: Banai (kapus), Windecker, Diallo, Novothny. Vezetőedző: Nebojsa Vignjevics

Az első percekben az Újpest lépett fel kezdeményezőbben, akadt is néhány lehetősége, de ezek kihasználatlanul maradtak. Később kiegyenlítetté vált a játék, egyik kapusnak sem akadt komoly dolga. A folytatás elején Pajovicsnak háromszor is bravúrral kellett hárítania. Ennek ellenére a fővárosiak szereztek vezetést, a néhány perccel korábban csereként beállt Simon Krisztián lecsapott egy rossz hazaadásra, és előnyhöz juttatta az Újpestet; (0–1). A hátralévő harminc percben a hajdúságiak támadtak többet, de Pajovics több védésének is köszönhetően a fővárosiak három ponttal távoztak Balmazújvárosból.
Edzői nyilatkozatok a mérkőzés után:
Jól játszottunk, nagyon sok helyzetünk volt, meg kellett volna nyerni a mérkőzést. Továbbra is mi vagyunk az NB I. Jézuskái, minden csapatnak adunk valamilyen ajándékot. A játékunk rendben van, dolgozunk tovább, ki kell javítanunk a hibáinkat.
Nagy a verseny a csapatban a helyekért, a héten többen is jól teljesítettek az edzéseken és az edzőmérkőzésen, így most úgy láttam jónak, ha eltérek az eddigi kezdő tizenegytől. Nagyon bonyolult és nehéz mérkőzés volt a mai, mivel mindkét csapat nagyon motivált volt. Az első félidőben az tikkasztó meleg nem kedvezett a focinak. A szünetben több játékos sem érezte jól magát, ezért kellett cserélnem. Jól járattuk a labdát a középpályán, de a hazaiak rendkívül agresszívek voltak, így sok lehetőségünk elhalt, mire a kapu elé értünk. A Balmazújváros nem érdemelt vereséget, mi viszont megdolgoztunk a sikerért, Simon Krisztián harcos gólja is ezt bizonyítja. Pajovic remek munkát végzett a kapuban, többször hatástalanított veszélyes hazai helyzeteket. A jövőben szeretném elérni, hogy ne csak védekező, vagy támadó játékunk legyen, dolgozzon mindenki együtt, csapatként, és úgy harcoljunk a további sikerekért.
- Az Újpest győzelemmel ünnepelte a 3000. élvonalbeli bajnoki találkozóját.
- A lila-fehérek először nyertek vendégként az idényben, április 22. óta el volt az első idegenbeli bajnoki győzelmük.
- Nebojsa Vignjevics csapata minden fordulóban szerzett eddig gólt a 2017–2018-as idényben.
- A hosszú sérülése után a nyáron külföldről hazatért Simon Krisztián 2014. november 8. után szerzett ismét gólt az OTP Bank Ligában.
- A Balmaz Kamilla Gyógyfürdő másodszor nem szerzett gólt, s kapott ki 1–0-ra pályaválasztóként. A harmadik hazai meccsén kiütötte a Diósgyőrt.
- Horváth Ferenc újonc legénysége sorozatban a harmadik mérkőzésén nem szerzett pontot.
- A balmazújvárosiak csak egy góllal szereztek kevesebbet, s eggyel kaptak többet az újpestieknél az első hét fordulóban, mégis fele annyi szerzett ponttal állnak.[14]

A borsodiak két ponttal gyűjtöttek eddig többet az újoncnál, hét pontjukból hatot az első két fordulóban szereztek. A legutóbbi öt fordulóban nyeretlenek, egyetlen döntetlent értek el. Hazai pályán a legutóbbi két meccsüket elveszítették, de tegyük hozzá, hogy a tabella első két helyezettje, a Videoton FC és a Bp. Honvéd ellen. A balmazújvárosiak ugyancsak jól kezdtek, de a mezőnyből egyedüliként a legutóbbi három fordulóban pont nélkül maradtak. Idegenben a Videotontól és a Honvédtól is döntetlennel távoztak, de utána kikaptak a Haladástól és a Puskás Akadémiától.
| 8. forduló (8. élvonalbeli mérkőzés) 2017. szeptember 9., szombat 18:00 |

| Mezőkövesd Zsóry FC                                                   | 2 – 2               | Balmaz Kamilla Gyógyfürdő                                     |
| --------------------------------------------------------------------- | ------------------- | ------------------------------------------------------------- |
| Lázár 62' (1–1) 58' Střeštík (2–1) 70' Cseri 40' Fótyik 86' Keita 87' | (0 – 1) Jegyzőkönyv | 35' (0–1) • 88' (2–2) Arabuli 20' Tamás 32' Sigér 44' Habovda |

| Városi stadion, Mezőkövesd Nézőszám: 2 544 Játékvezető: Farkas Ádám (magyar) Asszisztensek: Szécsényi István és Szalai Balázs |

- Balmazújváros: Horváth — Habovda, Tamás, Rus, Uzoma — Vajda (Rácz  80'), Sigér  (Maiszuradze  80'), Haris — Arabuli, Zsiga, Andrics (Kovács  61') Fel nem használt cserék: Pogacsics (kapus), Póti, Batarelo, Belényesi. Vezetőedző: Horváth Ferenc
- Mezőkövesd: Tujvel — Lázár, Hudák, Szeles, Fótyik — Keita, Mlinar (Veszelinovics  szünetben) — Farkas, Tóth (Koszta  75'), Cseri — Střeštík Fel nem használt cserék: Dombó (kapus), Baracskai, Vadnai, Majtán, Szalai. Vezetőedző: Radványi Miklós

A két csapat történetének első egymás elleni NB I-es mérkőzésén a vendégek dolgoztak ki több helyzetet az első félidőben, a hazaiaknál Tujvel két nagy bravúrt is bemutatott, valamint Hudáknak volt egy óriási mentése. A 35. percben már a hálóőr védése sem mentette meg a Mezőkövesdet, ugyanis a kapufáról kipattanót a grúz Arabuli a kapuba továbbította. Nem sokkal a szünet után egyenlített a Mezőkövesd, igaz, Lázár találatában alaposan benne volt Horváth is, ugyanis a jobbhátvéd "lehetetlen" szögből jött lövését könnyedén fognia kellett volna a kapusnak. A góltól lendületet kapott a Mezőkövesd és átvette a játék irányítását, Střeštík) révén pedig a 70. percben átvette a vezetést is. Néhány perccel később Strestík el is dönthette volna a három pont sorsát, de közeli lövését Horváth bravúrral védte. Ez megbosszulta magát, mivel a 88. percben egy szögletből egyenlítettek a vendégek. A 92. percben Strestík tökéletesen adott középre, de Veselinovic az égbe lőtte a ziccert, így a lábában maradt a három pont.
Edzői nyilatkozatok a mérkőzés után:
Az első félidőt odaajándékoztuk az ellenfélnek, nem is értem, egy hazai csapat hogyan tud így játszani egy presztízsmeccsen. Szünetben mondtam, hogy ha így akarjuk folytatni ki sem kell mennünk a pályára. Szerencsére felálltunk és fordítottunk, majd újra jött a nagy hiba. Veszelinovics lábában ott a meccslabda, sajnos nem sikerült nyerni. Az edzéseken ha kávéért játszunk nagy a harc, a meccsen pedig amikor ünnep van, akkor begörcsölünk.
Igazából sok mindent nem tudok mondani. Első félidőben eldönthettük volna a meccset, a második félidőben sajnos begörcsöltünk. Szívem szerint azt mondanám, hogy három pontot érdemeltünk volna, de ez nem lenne sportszerű, mert a Kövesdnek volt meccslabdája. Sajnos a legutóbbi három vereség görcsössé tett minket. Sajnos az egy pontokkal nem haladunk előre!
- A Mezőkövesd a legutóbbi hat, a Balmazújváros a legutóbbi négy fordulóban nem tudott nyerni.
- A Mezőkövesd az első két fordulóban aratott győzelmei óta először szerzett egy találkozón két gólt.
- Radványi Miklós együttese az első nyolc fordulóból hatban kapott legalább két gólt a mérkőzésén.
- Marek Střeštík a második bajnoki gólját szerezte az idényben.
- Lázár Pál 2014. november elsején, a Pápa ellen szerzett a mostani előtt legutóbb bajnoki gólt az élvonalban.
- A grúz Bacsana Arabuli négy gólnál tart, először duplázott.
- Horváth Ferenc együttese vendégként az eddigi öt meccséből hármon szerzett pontot.
- A Balmazújváros harmadszor jutott két szerzett gólig az OTP Bank Ligában.[16]

Az újonc eddig pályaválasztóként három meccset játszott, a kelet-magyarországi riválist kiütötte (Diósgyőr, 4–0), a két fővárositól, a Vasastól, majd az Újpesttől 1–0-s vereséget szenvedett. Most következik az újabb szomszédvár, a magyar élvonal történetének első (az 1950 óta meglévő megyebeosztást figyelembe véve) első Hajdú-Bihar megyei rangadóján. Herczeg Andrásnak akadtak nehéz hete a DVSC élén, a csapat rosszul kezdte a bajnokságot, de a legutóbbi négy fordulóban hét pontot szerzett a Loki, megtörve például a Budapest Honvéd hosszú hazai veretlenségi szériáját.
| 9. forduló (1331. élvonalbeli mérkőzés) 2017. szeptember 16., szombat 18:00 (tv: M4 Sport) |

| Balmaz Kamilla Gyógyfürdő | 0 – 1               | Debreceni VSC                       |
| ------------------------- | ------------------- | ----------------------------------- |
| Tamás 85'                 | (0 – 1) Jegyzőkönyv | 45+2' (0–1) Tabakovics 66' Ferenczi |

| Városi stadion, Balmazújváros Nézőszám: 2 291 Játékvezető: Bognár Tamás (magyar) Asszisztensek: Márkus Tamás és Szert Balázs |

- Balmazújváros: Pogacsics — Habovda, Tamás, Rus, Uzoma — Vajda, Sigér , Haris (Maiszuradze  57') — Zsiga (Fekete  57'), Arabuli, Andrics (Rácz  75') Fel nem használt cserék: Szécsi (kapus), Póti, Batarelo, Belényesi. Vezetőedző: Horváth Ferenc
- Debreceni VSC: Nagy S. — Bényei, Kinyik, Szatmári, Ferenczi — Tőzsér  — Varga K. (Csősz  88'), Jovanovics, Bódi (Takács  64') — Tabakovics (Szilvási  90+5'), Könyves  Fel nem használt cserék: Novota (kapus), Tisza, Bíró, Szekulics. Vezetőedző: Herczeg András

Az első félidő kiegyenlített játékot hozott. A gólszerzéshez a hazaiak voltak közelebb, ám Vajda a 15. percben a kapufát találta el. A hajrában aztán a vendégek pillanatai következtek: Tabakovics a lefújás előtt gólt szerzett, így Herczeg András együttese mehetett előnnyel pihenni; (0–1). A második félidőben a házigazdák birtokolták többet a labdát, mindent megtettek az egyenlítésért, ám sokat hibáztak, s igazán veszélyes helyzetig nem jutottak el. A Debrecen biztosan őrizte előnyét, a hatperces hosszabbításban is.
Nyilatkozatok a mérkőzés után:
Nem volt jó meccs, ritmustalan, rengeteg átadási hiba volt. Nem hiszem, hogy bárki is jól szórakozott a mérkőzésen, leszámítva a debrecenieket. Harmadik meccs, amit 1-0-ra veszítünk el, úgy, hogy az ellenfélnek kapuralövése sem volt. Igaz, ami támadójátékunk sem volt túl acélos. A második féidőben mi irányítottuk a játékot, de nem volt igazán gólhelyzetünk.
Nehéz mérkőzést vártunk, látszott, hogy a hazai csapat jó teljesesítményt nyújtott a korábbi meccseken, tartottunk a találkozótól. Támadni szerettünk volna, ez az első 10 percben sikerült, utána nem volt folyamatos a játékunk, feljött a hazai csapat, lehetőségeik is voltak. Második félidőbe átadtuk a területet, a hazaiaknak nem volt igazi helyzete. A mai napon pontatlanok voltunk, nem volt meg a folyamatos játékunk. Küzdelmes mérkőzés volt, nagyot küzdöttek a játékosok, örülök a győzelemnek.
- A DVSC nyerte az országos bajnokságok 1926 óta íródó történetének első „Debrecen és környéke” derbijét.
- Herczeg András csapata sorozatban a negyedik bajnoki győzelmét aratta, s már csupán két ponttal áll a második helyezett Ferencváros mögött. A Loki a 2014–2015-ös idényben egy hatos győzelmi szériát produkált, azóta nem volt a mostanihoz hasonlóan sikeres menetelése.
- Vendégként a DVSC sorozatban másodszor nyert. Erre sem volt példa a fentebb említett széria vége, 2015. február 28. óta.
- A bosnyák származású, svájci állampolgárságú Harisz Tabakovics a hatodik magyarországi bajnokiján a második gólját érte el. Amióta ő játszik, csak a Videotontól kapott ki, s 13 pontot szerzett a csapat.
- Amióta Bódi Ádám visszatért a Lokiba, a csapat csak nyert.
- A Balmazújváros a legutóbbi öt fordulóban csupán egy pontot szerzett.
- Horváth Ferenc legénysége harmadszor kapott ki pályaválasztóként. Ahogyan a Vasas és az Újpest ellen, most is 1–0-ra.[18]

| 10. forduló (10. élvonalbeli mérkőzés) 2017. szeptember 23., szombat 18:00 |

| Paks                                     | 1 – 0               | Balmaz Kamilla Gyógyfürdő |
| ---------------------------------------- | ------------------- | ------------------------- |
| Kulcsár D. (1–0) 35' Szabó 38' Simon 84' | (1 – 0) Jegyzőkönyv | 46' Tamás                 |

| Fehérvári úti stadion, Paks Nézőszám: 1 000 Játékvezető: Karakó Ferenc (magyar) Asszisztensek: Varga Zsolt és Szécsényi István |

- Balmazújváros: Pogacsics — Habovda, Tamás, Rus, Uzoma — Maiszuradze, Bódis — Vajda (Kovács  67'), Sigér  (Fekete  74'), Rácz (Andrics  szünetben) — Arabuli,  Fel nem használt cserék: Szécsi (kapus), Póti, Haris, Batarelo. Vezetőedző: Horváth Ferenc
- Paks: Verpecz — Vági, Lenzsér, Gévay , Szabó — Papp, Simon Á. (Zachán  90'), Kecskés — Kulcsár (Daru  67'), Bertus, Koltai (Simon M.  77')  Fel nem használt cserék: Molnár (kapus), Báló, Szakály D., Fejős. Vezetőedző: Csertői Aurél

Amolyan tapogatózó játékkal kezdődött a mérkőzés, s az iram később sem változott, de valamelyest a Paks volt kezdeményezőbb. Ennek ellenére sokáig nem jutott helyzetekig, mígnem Kulcsár Dávid lövésével váratlanul előnybe került; (1–0). A folytatásra sokkal támadóbb szellemben jött ki a Balmazújváros, de komoly dolga így sem akadt Verpecznek, sőt a Paks egy szabadrúgásból majdnem eldöntötte a három pont sorsát. A hajrában is mezőnyfölényben futballoztak a vendégek, azonban nem tudták feltörni a hazaiak védelmét, így jószerivel helyzet nélkül távoztak Paksról.
Nyilatkozatok a mérkőzés után:
Minden meccs nehéz. Uraltuk a mérkőzést, rúgtunk egy gólt, ehhez persze kellett az ellenfél hibája is. Nem nagyon hagytuk kibontakozni őket. Nagyon vártuk már, hogy egy meccset nullára tudjunk hozni. A végén a fejeseket kivédtük, ezért úgy érzem, megérdemelten nyertünk egy masszív csapat ellen. Simon Márk az NB III-ban és a Magyar Kupában is jól játszott, gólokat rúgott, ezzel vívta ki a lehetőséget.
Nem volt jó mérkőzés. Ez abból is adódott, hogy sok védőjátékos volt a pályán, de gyűrték egymást a csapatok becsülettel. Mindig hozzuk a szokásos hibánkat, amivel hozza az ellenfelünk a mérkőzést. Szarvashibák, amiket vétünk. Egy ilyen után lelkileg és fizikailag is nehéz felállni a padlóról. Volt egy 25–30 perc, amikor beszorítottuk a Paksot, de nem tudtunk gólt szerezni. Mi Barthából készültünk, helyette a Kulcsár játszott, ez pedig végül jó húzásnak bizonyult. Ha 3–4 góllal megvernének mindenhol, azt mondanánk, hogy tudjuk, hol a helyünk. De a vereség legrosszabb fajtájából kapunk ki.
- A Paks májusban nyert legutóbb két egymást követő bajnoki mérkőzésen.
- A zöld-fehéreknek ez volt mindössze a második őszi hazai győzelmük.
- Kulcsár Dávid az élvonalbeli pályafutása során először szerzett egymást követő két bajnoki mérkőzésen is gólt.
- Ősszel mindössze másodszor nem kapott gólt a Paks hazai bajnoki találkozón.
- Az újonc balmazújvárosiak az első öt fordulóban öt pontot gyűjtöttek, a második ötben csak egyet.
- Horváth Ferenc csapatának ez volt a negyedik 1–0-s veresége.
- A Balmaz Kamilla Gyógyfürdő vendégként továbbra is nyeretlen.[20]

Az újonc gyengén szerepel az elmúlt hetekben, a legutóbbi öt fordulóban mindössze egy pontot szerzett, a 450 játékperc alatt három gólt szerzett, mindegyiket a grúz Bacsana Arabuli. Hazai pályán vereséget szenvedett a Vasastól, az Újpesttől és a Debrecentől, csak a Diósgyőrt győzte le. Fura módon mégis pozitív a gólkülönbsége pályaválasztóként (4–3), hiszen a vereségek mind egy-egy gólosak voltak, viszont az egyetlen győzelmük négy gólos volt. A Ferencváros feljavult az utóbbi fordulókban, a Videoton elleni vereség óta három mérkőzést is nyert, összesen tíz gólt szerezve. Javított idegenbeli mérlegén is, a bajnok elleni, a Bozsik Stadionban elért győzelem egy négy meccsből álló nyeretlenségi sorozatot zárt le.
| 11. forduló (11. élvonalbeli mérkőzés) 2017. szeptember 30., szombat 18:00 (tv: M4 Sport) |

| Balmaz Kamilla Gyógyfürdő                                  | 2 – 3               | Ferencváros |
| ---------------------------------------------------------- | ------------------- | --- |
| Vajda (1–0) 10' Sigér (2–0) 36' Póti 13' Rus 32' Uzoma 77' | (2 – 1) Jegyzőkönyv | 39' (2–1) Lovrencsics G. 55' (2–2) Paintsil 78' (11-esből) (2–3) Varga Roland 78' (11-esből) (2–3) Varga Roland 65' Leandro |

| Városi stadion, Balmazújváros Nézőszám: 2 200 Játékvezető: Iványi Zoltán (magyar) Asszisztensek: Albert István és Medovarszki János |

- Balmazújváros: Pogacsics — Póti, Rus, Tamás, Uzoma — Haris, Sigér  (Batarelo  81'), Vajda, Habovda (Kovács  68') — Andrics (Vólent  79'), ArabuliFel nem használt cserék: Horváth (kapus), Fekete, Virág, Maiszuradze. Vezetőedző: Horváth Ferenc
- Ferencváros: Dibusz  — Botka, Otigba, Blažič, Pedroso — Szpirovszki (Koch  88'), Gorriarán (Leandro  szünetben), Varga R., Priskin (Paintsil  szünetben), Lovrencsics G., BödeFel nem használt cserék: Holczer (kapus), Bőle, Sternberg, Moutari. Vezetőedző: Thomas Doll

Meglepetésre már a tizedik percben vezetéshez jutott a hazai csapat, s újabb tíz elteltével kis híján megduplázta előnyét, de előbb Dibusz, aztán a kapufa megmentette a zöld-fehéreket. A félidő közepén újra a válogatott hálóőrnek mondhatott köszönetet a fővárosi védelem, de néhány perccel később már ő is tehetetlennek bizonyult. A Ferencváros öt perccel a szünet előtt alakította ki első nagy helyzetét, ezt Lovrencsics Gergő értékesítette is. A második félidő vendég helyzetekkel és Pogacsics-bravúrokkal kezdődött, a hazaiak kapusa azonban nem sokkal később a szünetben pályára lépő Paintsil csodálatos lövését már nem háríthatta. A ghánai futballista negyedik bajnoki találkozóján harmadszor volt eredményes. A Ferencváros új szerzeménye nyerőembernek bizonyult, a 77. percben ugyanis büntetőt harcolt ki, melyet a góllövőlistát immár 12 találattal vezető Varga Roland értékesített, ezzel eldöntötte a három pont sorsát.
Nyilatkozatok a mérkőzés után:
Jól fociztunk, egy pontot mindenképpen megérdemeltünk volna. Sok helyzetünk volt, de ezúttal is voltak hibáink. Nem igazságos a végeredmény. Másról is beszélnék, de 4 gyerekem van, azt beszéltük meg a feleségemmel, hogy inkább rájuk költjük a pénzt, nem másra. Azt nem tudom, hogy gondolni lehet-e még “arra” vagy már gondolatrendőrség is van. Tudomásul kell venni, hogy a Ferencvárossal játszottunk, de megjegyezném, hogy ennyi külföldi játékos még nem volt ebben a városban.
Jó volt a pálya, ezért csodálkoztam, miért veszítettünk ilyen sok labdát az első félidőben. Az ellenfél akkor jobban akart. Belefutottunk kontrákba, amit szerettünk volna elkerülni. Sok rossz döntést hoztunk, és nem védekeztünk jól ebben a szakaszban. Sokszor előfordul, hogy pár győzelem után jön egy kisebb hullámvölgy. A szépítő gólunk egyébként nem volt kijátszott támadás, de ekkor ébredtünk fel, miután megkaptuk ezt az ajándékot. 0–2-ről nagyon nehéz lett volna felállni egy félidő alatt. A második félidőben a régi játékunkat játszottuk. Paintsiltől láttunk egy szép gólt, aki gyomorpanaszok miatt nem tudott 90 percet játszani. Növeltük a nyomást, a második félidő alapján talán megérdemeltük a 3 pontot, mert volt tartásunk.
- A Ferencváros sorozatban a negyedik bajnoki mérkőzését nyerte meg. Ilyen jó sorozata egy idényen belül két éve, 2015 októberében volt legutóbb.
- Thomas Doll csapata 2017-ben másodszor ért el három-három gólt két egymást követő idegenbeli mérkőzésen. Tavasszal a két kieső, az MTK és a Gyirmót, most pedig a Bp. Honvéd és a Balmazújváros ellen.
- Varga Roland a tizenegyedik fordulóban a tizenkettedik gólját szerezte. Teljesítménye immár jobb Böde Dániel 2015-ös idénykezdeténél. Ennél jobb rajtot az élvonalban a Ferencváros játékosai közül legutóbb Albert Flórián vett, aki 1964-ben 14 gólt szerzett az első tizenegy fordulóban.
- Lovrencsics Gergő a hazai bajnokságba visszatérése óta május 6-án, az MTK ellen szerezte az első bajnoki gólját. Most a másodikat.
- A ghánai Joseph Paintsil a negyedik magyarországi bajnokiján a harmadik gólját érte el.
- A Balmaz Kamilla Gyógyfürdő az első tizenegy fordulóban négyszer jutott egy mérkőzésen két szerzett gólig, de ezek közül csak egy meccset nyert meg. Először veszített ellenben két gólt szerezve.
- Sigér Dávid az első gólját érte el az élvonalban. A kárpátaljai Vajda Sándor már a harmadik góljánál tart.
- A balmazújvárosiak minden más csapatnál többször kaptak eddig ki pályaválasztóként, négyszer. Mindegyik egygólos vereség volt.[22]

### Második kör
Horváth Ferenc csapata a legutóbbi három fordulóban pont nélkül maradt, egyetlen győzelmét augusztus 5-én, a Diósgyőr ellen érte el. A hazai mérlege egy győzelem, négy vereség, csak a DVTK és a Ferencváros ellen szerzett eddig gólt, igaz, e két találkozón összesen hatot. Eddigi legnagyobb bravúrja a Videoton elleni idegenbeli pontszerzés volt Felcsúton, az első fordulóban. Érdekes, hogy a kapott gólokat tekintve a mezőny első felébe tartozna a Balmazújváros – magyarul hat rivális is több gólt kapott nála. A Videoton ugyan nyert a legutóbbi fordulóban a Diósgyőr elleni, debreceni találkozón, de az előző hetekben közel sem volt olyan meggyőző a játéka, mint korábban. Danko Lazovics még ezen a mérkőzésen is hiányzik majd a csapatból. A fehérváriak a Vasas elleni vereségtől eltekintve minden idegenbeli bajnoki meccsüket megnyerték a szezonban.
| 12. forduló 2017. október 14., szombat 15:30 |

| Balmaz Kamilla Gyógyfürdő                      | 1 – 1               | Videoton                          |
| ---------------------------------------------- | ------------------- | --------------------------------- |
| Andrics (1–1) 43' 44' Horváth L. 80' Zsiga 80' | (1 – 1) Jegyzőkönyv | 11' (0–1) Szkepovics 80' Vinícius |

| Városi Sportpálya, Balmazújváros Nézőszám: 1 438 Játékvezető: Erdős József (magyar) Asszisztensek: Buzás Balázs és Bornemissza Norbert |

| 13. forduló 2017. október 21., szombat 15:30 |

| Vasas                                                               | 1 – 2               | Balmaz Kamilla Gyógyfürdő                                                  |
| ------------------------------------------------------------------- | ------------------- | -------------------------------------------------------------------------- |
| Remili (1–2) 59' (11-esből) Burmeister 38' Szivacski 50' Hangya 53' | (0 – 2) Jegyzőkönyv | 32' (0–1) 31' Sigér 43' (0–2) Arabuli 41' Maiszuradze 88' Póti 90+3' Vajda |

| Szusza Ferenc Stadion, Budapest Nézőszám: 1 034 Játékvezető: Andó-Szabó Sándor (magyar) Asszisztensek: Szert Balázs és Király Zsolt |

- Balmazújváros: Pogacsics — Póti, Rus, Maiszuradze (Jagodics  90'), Uzoma — Vajda, Sigér , Haris, Habovda — Arabuli (Fekete  86'), Andrics (Zsiga  69') Fel nem használt cserék: Szécsi (kapus), Batarelo, Vólent Vezetőedző: Horváth Ferenc
- Vasas: Kamenár — Burmeister (Vaskó  szünetben), James, Beneš — Vogyicska (Szivacski  szünetben), Vida, Berecz, Hangya (Ádám  71') — Gaál, Kulcsár, Remili  Fel nem használt cserék: Nagy G. (kapus), Vérgosz, Pavlov, Kleisz. Vezetőedző: Michael Oenning

Eleinte intenzív mezőnyjáték jellemezte a mérkőzést, kevés gólhelyzettel, ezért némileg meglepő volt, hogy a vendégek Sigér Dávid góljával vezetést szereztek az első félidő kétharmadánál; (0–1). Sőt, a szünet előtt a grúz Bacsana Arabuli is betalált; (0–2). A Vasas a meccs 53. percében alakította ki első igazán komoly helyzetét, de Gaál Bálint közelről az oldalhálóba fejelt. Ezt követően Póti Krisztián kézzel ért a labdához a tizenhatoson belül, a jogosan megítélt büntetőt pedig Remili Mohamed értékesítette, ezzel szépítettek a fővárosiak; (1–2). A piros-kékek nagy hangsúlyt fektettek a támadójátékra, a vendégek viszont szorosan védekeztek, így több gól már nem született.
Nyilatkozatok a mérkőzés után:
Csalódott vagyok amiatt, amilyen mérkőzést játszottunk. Itt volt a lehetőségünk arra, hogy a mögöttünk álló csapatoktól ellépjünk. A mai mérkőzésen csak focizni akartunk, de ez így önmagában kevés volt. Csak előrefelé gondolkodtunk és hiányzott a szív és szenvedély, ami szükséges az ilyen mérkőzésekhez. Megint olyan gólokat kaptunk, amelyek teljes mértékben elkerülhetőek lettek volna. Ezt követően futnunk kellett az eredmény után, de sajnos nem sikerült a hátrányt ledolgoznunk. Azért is kár a mai vereségért, mert jó kiindulási alap lett volna, hogy megerősítsük a pozíciónkat a tabellán. Házon belül mélyebben elemezni fogjuk ezt a mérkőzést.
Szervezetten, fegyelmezetten játszottunk, leszűkítettük a területet, a Vasas nem nagyon tudta a rövid passzos játékát produkálni, amit korábban. Örülök, hogy fegyelmezett jó játékkal sikerült nyernünk. Legutóbb a Videotontól loptunk el egy pontot, most legyőztük a Vasast, nem akármilyen skalpok. Nagyon nehéz hetem volt, édesanyám kedden elhunyt. Gyűjtötte az összes tévé felvételt, megjelent újságcikket rólam. Arra kértem a csapatot, nyerjük meg a meccset, hogy anyukám ezt is el tudja rakni…. Köszönök neki mindent és a csapatnak is.
| 20. forduló (20. élvonalbeli mérkőzés) 2018. február 24., szombat 17:00 |

| Debreceni VSC                                  | 0 – 2               | Balmaz Kamilla Gyógyfürdő                                |
| ---------------------------------------------- | ------------------- | -------------------------------------------------------- |
| Nagy S. 58' Szatmári 59' Bényei 61' Kinyik 83' | (0 – 0) Jegyzőkönyv | 87' Arabuli 90+5' Rácz 46' Zsiga 58' Andrics 71' Habovda |

| Nagyerdei stadion, Debrecen Nézőszám: 1 824 Játékvezető: Erdős József (magyar) Asszisztensek: Vígh-Tarsonyi Gergő és Becséri Gergely |

- Balmazújváros: Horváth L. — Habovda, Póti, Tamás, Uzoma — Vajda, Sigér , Haris, Zsiga (Rudolf  62') — Arabuli (Maiszuradze  90+1'), Andrics (Rácz  74') Fel nem használt cserék: Pogacsics (kapus), Jagodics, Sindagoridze, Kamarás. Vezetőedző: Horváth Ferenc
- Debreceni VSC: Nagy S. — Bényei, Szatmári, Kinyik, Barna — Varga K. (Tabakovics  64'), Tőzsér , Filip, Bódi (Bereczki  83') — Nagy K. (Takács  szünetben), Könyves Fel nem használt cserék: Košický (kapus), Tisza, Mészáros N., Sós. Vezetőedző: Herczeg András

Az első félidőben csak helyzetekig jutottak a csapatok, így 0–0-al vonultak be melegedni a szünetben. A 46. percben Zsiga Ervin kap sárgát, mert Tőzsér ravasz módon rárúg gyorsan egy szabadrúgást. Az 57. percben újabb két sárga lapos figyelmeztetést osztott ki a játékvezető: Horváth kapus a földre került, miután Andrics hátulról kirúgta a labdát a kezéből, összeszólalkoztak, mindketten sárga lapot kaptak. Az 59. percen Szatmári Csaba is kap egy sárgát, odarúgott Vajdának hátulról. A 61. percben sárga lapos figyelmeztetést kapott a Sigért felöklelő Bényei Balázs is. A 71. percben ismét sárga lap, most Habovda kapja, aki Könyvesnek nyújtott lábbal csúszott oda. A 84. percben Kinyik Ákos visszahúzza a jobb oldalon megiramodó Ráczot, egy sárga lapért cserébe. A 87. percben a sok sárga lap után gól született: Rácz indította a bal szélen Rudolfot, aki középre passzolt be, az érkező Arabuli pedig kapásból Nagy Sándor kapus mellett a debreceniek kapujába lőtt; (0–1). A hosszabbítás utolsó percében, a 95. percben, a csereként beálló Rudolf indította saját térfeléről a szintén csereként beálló Ráczot, aki 25 méterről a kifutó debreceni kapus felett a kapuba emelt; (0–2). Az idényben először nem kapott gólt idegenben a Balmaz, a volt debreceni Rudolf Gergely pedig két gólpasszal mutatkozott be új csapatában.
Mérkőzés utáni nyilatkozatok:
Kiegyenlített játékot hozott az első félidő. A második félidőben próbáltunk többet támadni, de meddőek voltak a támadásaink. A végén kaptunk két gólt. Ezek a játékosok vitték sikerre a Lokit ősszel, továbbra is ők a mi játékosaink. Nem véletlenül mondtam nemrégiben, hogy a tabellán hátrafelé is tekinteni kell. Az Újváros jóval agresszívebb volt. A párharcokban alulmaradtunk. Gratulálok a Balmazújváros játékosainak.
Nem volt egy kifejezetten jó meccs, főleg az első félidőben nem. A mai siker receptje a türelem volt, ezt kértem a félidőben is játékosoktól. Az egy pont is dicséretes dolog a 3. helyezett Debrecen otthonában. Örülök, hogy ki tudták várni a megfelelő pillanatokat, és a játékosok és gólokat tudtak lőni. Tudtuk, hogy ha z első félidőt le tudjuk úgy hozni, hogy a Debrecennek nincs eredménye, akkor a második félidőben jobban tudjuk játszani a mi játékunkat
| Csapat        | Lövés | Kaput talált lövés | Ebből gól  | Szöglet | Szabálytalanság | Les | Sárga lap | Piros lap |
| ------------- | ----- | ------------------ | ---------- | ------- | --------------- | --- | --------- | --------- |
| Debrecen      | 7     | 3 (42,85%)         | 0 (0,00%)  | 4       | 15              | 0   | 4         | 0         |
| Balmazújváros | 13    | 8 (61,54%)         | 2 (25,00%) | 5       | 6               | 2   | 3         | 0         |

### Harmadik kör
| 23. forduló (23. élvonalbeli mérkőzés) 2018. március 17., szombat 17:00 (tv: M4 Sport) |

| Videoton                                      | 1 – 0               | Balmaz Kamilla Gyógyfürdő |
| --------------------------------------------- | ------------------- | ------------------------- |
| Juhász (1–0) 84' Huszti 76' M. Scsepovics 85' | (0 – 0) Jegyzőkönyv | 53' Andrics 85' Rus       |

| Pancho Aréna, Felcsút Nézőszám: 1 169 Játékvezető: Farkas Ádám (magyar) Asszisztensek: Kóbor Péter és Szécsényi István |

- Balmazújváros: Horváth — Póti, Rus, Tamás, Uzoma — Vajda, Sigér , Maiszuradze (Zsiga  86'), Haris — Sindagoridze (Arabuli  61'), Andrics (Rudolf  74') • Fel nem használt cserék: Szécsi (kapus), Erdei, Jagodics, Batarelo. Vezetőedző: Horváth Ferenc
- Videoton: Kovácsik — Nego, Juhász , Fiola, Stopira — Nikolov (Kovács  68'), A. Hadžić, Pátkai (Huszti  60') — Lazovics — S. Scsepovics, M. Scsepovics (Varga J.  86') • Fel nem használt cserék: Tujvel (kapus), Vinícius, Tamás K., E. Hadžić. Vezetőedző: Marko Nikolics.

Az első félórában a hazaiak birtokolták többet a labdát, fölényükre jellemző volt, hogy a Balmazújváros alig lépte át a félpályát. Ezt követően kiszabadultak a vendégek a szorításból, de igazi gólhelyzet csak a Videoton előtt adódott az utolsó percben: egy sarokrúgás után Marko Šćepović két méterről az előtte fekvő védőbe lőtt. A második félidő elején aktívabban kezdett a Balmazújváros, de nem tartott sokáig a lendületük. A fehérváriak elkeseredetten harcoltak a győzelemért, de veszélyt csak a vendégek kontratámadásai hordoztak magukban. Mégis a Videoton szerezte meg a vezetést, miután Juhász Roland fejjel volt eredményes; (1–0). Mint utóbb kiderült, a csapatkapitány gólja győzelmet eredményezett a hazaiak számára. A meccs 60. percében a fehérváriaknál pályára lépett Huszti Szabolcs, aki 4679 nap elteltével tért vissza az NB I-be, legutóbb 2005. május 26-án a Budapest Honvéd-Ferencváros találkozón játszott a magyar élvonalban.
| Csapat        | Labdabirtoklás (%) | Labdabirtoklás (perc) | Lövés | Kaput talált lövés | Ebből gól | Szöglet | Szabálytalanság | Sárga lap | Piros lap | Párharc | Ebből megnyert | Passzok | Ebből sikeres |
| ------------- | ------------------ | --------------------- | ----- | ------------------ | --------- | ------- | --------------- | --------- | --------- | ------- | -------------- | ------- | ------------- |
| Videoton      | 64%                | 1986                  | 10    | 6 (60%)            | 1 (17%)   | 9       | 11              | 2         | 0         | 138     | 74 (54%)       | 606     | 494 (82%)     |
| Balmazújváros | 36%                | 1116                  | 7     | 3 (43%)            | 0 (0%)    | 5       | 15              | 2         | 0         | 138     | 64 (46%)       | 327     | 242 (74%)     |

Mindkét csapatnál volt hiányzó, a Balmazújvárosnál a térdműtéten átesett Belényesi Miklós és Fekete Ádám, továbbá az öt sárga lapot begyűjtött Rus Adrián hiányzik, de a két gólveszélyes csatár, Bacsana Arabuli és Rudolf Gergely sincs a keretben. A Vasanál a skótok elleni válogatott mérkőzésen agyrázkódást szenvedett Hangya Szilveszter nem játszhatott.
| 24. forduló (24. élvonalbeli mérkőzés) 2018. március 31., szombat 17:00 |

| Balmaz Kamilla Gyógyfürdő         | 1 – 1               | Vasas SC                            |
| --------------------------------- | ------------------- | ----------------------------------- |
| Andrics (1–0) 29' Maiszuradze 31' | (1 – 0) Jegyzőkönyv | 64' (1–1) Vida 41' James 70' Pavlov |

| Városi stadion, Balmazújváros Nézőszám: 1 094 Játékvezető: Berke Balázs (magyar) Asszisztensek: Ring György és Medovarszki János |

- Balmazújváros: Horváth L. — Habovda, Póti, Tamás, Uzoma — Vajda, Sigér , Kamarás (Rácz  56'), Maiszuradze — Sindagoridze (Batarelo  67'), Andrics (Harsányi  87') • Fel nem használt cserék: Pogacsics (kapus), Jagodics, Haris, Kónya • Vezetőedző: Horváth Ferenc
- Vasas: Nagy G. — Burmeister, Beneš, Egerszegi, Risztevszki — James (Pavlov  59'), Vida, Berecz, Barczi — Remili, Ádám  (Vaskó  92') • Fel nem használt cserék: Kamenár (kapus), Murka, Laczkó, Ferenczi, Vogyicska • Vezetőedző: Michael Oenning

Kevés helyzet alakult ki az első félidőben, sok volt a hiba, a pontatlanság a játékban mindkét oldalon, és bár a Vasas futballozott némi mezőnyfölényben, egy pontos akcióval a hazaiak szereztek vezetést szűk félóra elteltével. balról, az alapvonaltól  jól gurított vissza középre Andricshoz, aki ballal 10 méterről laposan a kapu bal oldalába helyezett (1–0). A fordulást követően a fővárosi csapat aktívabbá vált, ettől azonban nem lett veszélyesebb a hazai kapura, sőt, azzal, hogy nagyobb területek nyíltak, a balmazújvárosiak vezettek ígéretesebb ellentámadásokat. Aztán mégis a Vasas egyenlített, mégpedig a 64. percben Vida Máté távoli bombájával: a vendégek játékosa 30 méterről hatalmas gól ragasztott a bal felső sarokba. Horváth kapus ment érte, de hiába (1–1).  A hátralévő időben, az egyre jobban zuhogó esőben nem változott a játék képe és az eredmény sem, melynek a kiesés elkerüléséért küzdő csapatok egyike sem örülhetett igazán.
- Horváth Ferenc csapata 2017. október 28. (Balmazújváros–Honvéd 0–3) óta nem kapott ki pályaválasztóként, igaz, négy bajnokiból csak egyet nyert meg.

| 25. forduló (25. élvonalbeli mérkőzés) 2018. április 7., szombat 17:00 |

| Budapest Honvéd                                                   | 2 – 0               | Balmaz Kamilla Gyógyfürdő            |
| ----------------------------------------------------------------- | ------------------- | ------------------------------------ |
| Danilo 82' (1–0) 74' Lanzafame (2–0) 90+1' (11-esből) Nagy G. 26' | (0 – 0) Jegyzőkönyv | 73' Horváth L. 77' Habovda 79' Sigér |

| Bozsik József Stadion, Budapest Nézőszám: 1 534 Játékvezető: Kassai Viktor (magyar) Asszisztensek: Király Krisztián és Huszár Balázs |

- Balmazújváros: Horváth L. — Uzoma, Tamás, Rus, Habovda — Haris, Maiszuradze (Batarelo  80'), Sigér  (Harsányi  85'), Vajda — Andrics, Sindagoridze (Arabuli  62') • Fel nem használt cserék: Pogacsics (kapus), Póti, Kónya. Vezetőedző: Horváth Ferenc
- Budapest Honvéd: Gróf — Heffler, Kamber , Baráth (Košút  szünetben) — Ikenne-King (Lukács  70'), Gazdag (Danilo  70'), Nagy G., Banó-Szabó, Kukoč — Eppel, Lanzafame • Fel nem használt cserék: Horváth (kapus), Pölöskei, Májer,  Holender • Vezetőedző: Supka Attila

A Honvéd az első perctől kezdve nagy fölényben futballozott, de komoly helyzetet nem tudott kidolgozni. A vendégek az első 45 percben nem találták el a kispestiek kapuját, ennek ellenére a második félidő elején a találkozó első ziccerét ők puskázták el. Ezt követően sokáig nem történt említésre méltó esemény, majd a csereként pályára lépő Danilo a 74. percben, négy perccel az után, hogy Supka Attila pályára küldte, lefutotta ellenfelét és a kapuba lőtt: nagyszerű szöktetést kapott a bal oldalon, lerázta a védőjét, Tamást, betört a tizenhatoson belülre, majd 10 méterről, jobbal a bal alsóba pörgetett; (1–0). A 84. percben óriási egyenlítési lehetőség adódott a Balmazújváros előtt, de Arabuli büntetőjét Gróf Dávid hárította. A 90. percben a Honvéd is 11-est kapott, így a 91. percben be is állították a végeredményt: Davide Lanzafame végezte el a büntetőt, és hiába ért bele a labdába Horváth László, a labda a jobb alsóba vágódott; (2–0). Lanzafame 2017. november 18. után újra gólt szerzett az élvonalban.
| 27. forduló (27. élvonalbeli mérkőzés) 2018. április 21., szombat 17:00 |

| Swietelsky Haladás       | 0 – 0               | Balmaz Kamilla Gyógyfürdő |
| ------------------------ | ------------------- | ------------------------- |
| Jagodics 19' Medgyes 46' | (0 – 0) Jegyzőkönyv | 3' Habovda 33' Vajda      |

| Haladás Sportkomplexum, Szombathely Nézőszám: 4 716 Játékvezető: Erdős József (magyar) Asszisztensek: Georgiou Theodoros és Vígh-Tarsonyi Gerfő |

- Balmazújváros: Horváth — Habovda, Rus, Tamás, Uzoma — Vajda, Sigér , Maiszuradze, Haris — Arabuli (Harsányi  16' (Batarelo  58')), Rudolf (Erdei  90+2') • Fel nem használt cserék: Szécsi (kapus), Póti, Jagodics, Kónya. Vezetőedző: Horváth Ferenc
- Haladás: Gyurján (Rózsa  57') — Schimmer, Kolčák, Grumić, Bošnjak — Jagodics M. — Medgyes (Kovács L.  65'), Németh Márió (Ramos  80'), Rácz, Halmosi — Williams • Fel nem használt cserék: Pinte, Bamgboye, Polgár, Németh Milán Vezetőedző: Michal Hipp

Az első félidőben mindkét együttes előtt adódtak kisebb lehetőségek, de gólt nem láthatott a közönség. A második játékrész elején aztán néhány percre "megfagyott a levegő" a Rohonci úti stadionban, miután a pénteki edzésen megsérült Király Gábort a kapuban helyettesítő Gyurján Márton ütközött Harsányi Zoltánnal, a vendégek csatárával. A kapus elveszítette eszméletét, míg a támadónak a válla sérült meg, mindkettőjüket kórházba szállították. A folytatásban a Haladás irányította a mérkőzést, de igazi nagy ziccer nem alakult ki, és gól sem született a találkozón.
| 28. forduló (28. élvonalbeli mérkőzés) 2018. április 28., szombat 17:00 |

| Puskás Akadémia                                                                               | 3 – 1               | Balmaz Kamilla Gyógyfürdő                 |
| --------------------------------------------------------------------------------------------- | ------------------- | ----------------------------------------- |
| Knežević (1–1) 21' (11-esből) Radó (2–1) 80' Diallo 71' (3–1) 90+5' Szakály P. 10' Zsidai 56' | (1 – 1) Jegyzőkönyv | 16' (0–1) 17' Erdei 22' Tamás 90+2' Vajda |

| Pancho Aréna, Felcsút Nézőszám: 783 Játékvezető: Berke Balázs (magyar) Asszisztensek: Varga Zsolt és Kóbor Péter |

- Balmazújváros: Horváth — Habovda, Rus, Tamás, Uzoma — Vajda, Sigér , Maiszuradze (Kónya  84'), Haris — Erdei (Jagodics  70'), Kamarás (Batarelo  70') • Fel nem használt cserék: Pogacsics (kapus), Rudolf, Schmid M., Andrics. Vezetőedző: Horváth Ferenc
- Puskás Akadémia: Hegedüs L. — Osváth, Hegedűs J., Spandler, Trajkovski — Molnár (Diallo  64'), Knežević, Szakály P. (Zsidai  szünetben), Balogh B. — Perošević (Radó  74'), Henty • Fel nem használt cserék: Danilovics (kapus), Szécsi, Heris, Bačelić-Grgić • Vezetőedző: Pintér Attila

Erdei Carlo szépségdíjas lövésével a 17. percben szerzett vezetést a vendégcsapat, öt perccel később Josip Knežević büntetőjével egyenlítettek a házigazdák. Az első félidő jó iramú, változatos játékot hozott, de a kapuk ritkán forogtak veszélyben. A szünet előtti hajrában a felcsúti kapus, Hegedüs Lajos bravúrral hárította Kamarás György közeli próbálkozását. A második félidőt a mezőnyben elkövetett taktikai szabálytalanságok jellemezték mindkét fél részéről, amelyek olykor a durvaság határát súrolták. Veszélyes helyzet egyik kapu előtt sem adódott, mígnem a 79. percben az alig öt perce pályán lévő felcsúti csereember, Radó András gólt érő lövéssel fejezte be azt az akciót, amely tőle indult. A végeredményt Diallo állította be, aki a hosszabbításban egy ziccert értékesített. Pintér Attila együttese öt forduló óta veretlen, két döntetlen mellett harmadszor nyert.
- A Puskás Akadémia sorozatban a hetedik tétmérkőzésén maradt veretlen. Március 17. óta két döntetlen mellett ötször nyert. A mostani sikerével nyolc ponttal előzi meg a két kiesőhelyen álló Balmazújvárost és Mezőkövesdet.
- A felcsúti együttes 2015. május 23. óta először szerzett hazai bajnoki mérkőzésen legalább három gólt. (Akkor négyig jutott, de 5–4-re kikapott az Újpesttől.) Győztes hazai bajnokin, a teljes élvonalbeli pályafutása során, korábban mindössze háromszor jutott legalább három gólig, mindannyiszor a 2014–2015-ös szezonban.
- Ugyanakkor Pintér Attila csapata a legutóbbi két hazai tétmérkőzésén, a DVSC elleni Magyar Kupa-találkozón és a szombati bajnokin összesen hét gólt ért el.
- Josip Knežević az élvonal egyik legbiztosabb lábú tizenegyeslövője. Az OTP Bank Ligában tizenegy gólt szerzett eddig, ezekből ötöt büntetőből.
- Radó András a legutóbbi három fordulóban két gólt is szerzett.
- Ulysse Diallo a hetedik góljánál tart az idényben.
- A Szatmárnémetiből érkezett Erdei Carlo gyakorlatilag ezen a mérkőzésen mutatkozott be az OTP Bank Ligában (egy percet játszott korábban), mégpedig góllal.
- A Balmazújváros a legutóbbi öt idegenbeli mérkőzésén csupán egy pontot szerzett.

| 29. forduló (29. élvonalbeli mérkőzés) 2018. május 5., szombat 17:00 |

| Balmaz Kamilla Gyógyfürdő | 1 – 1               | Újpest                            |
| ------------------------- | ------------------- | --------------------------------- |
| Andrics (1–0) 2'          | (1 – 0) Jegyzőkönyv | 68' (1–1) 88' Litauszki 14' Onovo |

| Városi Sportpálya, Balmazújváros Nézőszám: 1 604 Játékvezető: Solymosi Péter (magyar) Asszisztensek: Buzás Balázs és Becséri Gergely |

- Balmazújváros: Horváth — Habovda, Rus, Tamás, Uzoma — Vajda, Sigér , Maiszuradze (Batarelo  77'), Haris — Andrics (Arabuli  65'), Kónya (Erdei  szünetben) • Fel nem használt cserék: Pogacsics (kapus), Jagodics, Schmid, Kamarás • Vezetőedző: Horváth Ferenc
- Újpest: Pajovics — Balázs, Kálnoki Kis, Litauszki , Burekovics (Mohl  szünetben) — Onovo, Nwobodo — Pauljevics, Nagy D. (Tischler  85'), Zsótér (Szankovics  szünetben) — Novothny • Fel nem használt cserék: Banai (kapus), Szűcs, Cseke, A. Diallo • Vezetőedző: Nebojsa Vignjevics

A 2. percben vezetést szereztek a hazaiak: a volt újpesti Nemanja Andrics jobbal a kapu túlsó felső sarkába teker; (1–0). Újabb 120 másodpercen belül egyenlíthetett volna az Újpest, de Pauljevics ziccert rontott. A folytatásban a lila-fehérek futballoztak fölényben, de az egyenlítés elmaradt. A fordulást követően is inkább a vendégek akarata érvényesült, a támadók azonban rendre rossz megoldást választottak. A 68. percben kiegyenlítettek a vendégek: Nagy Dániel bal oldali, jobb lábbal elvégzett szögletét az ötös rövid sarkáról fejjel középre csúsztatja Nwobodo, az érkező Litauszki Róbert elsőre négy méterről a kapusba fejeli a labdát, de a kipattanót már okosan a léc alá bólintja, nagy erővel; (1–1). Ezzel a góllal megtörte az Újpest rossz sorozatát, ugyanis a fővárosi együttes ezt megelőzően sorozatban három idegenbeli fellépésén nem talált a kapuba. A hajrában is a vendégek támadtak többet, de az eredmény nem változott. A két csapat szerdán a Magyar Kupa elődöntőjének visszavágóján is találkozik egymással.
Mérkőzés utáni nyilatkozatok:
Jó első félidőt produkált a csapat, meg is nyerhettük volna a találkozót, talán még egy nullára is, ám hiába kértem a hátul játszókat, hogy tolják feljebb a védekezést, sajnos ösztönösen egyre csak hátráltak. Nem csodálkoznék, ha középső védőink hátát feltörte volna a háló. Benne volt a pakliban, hogy előbb-utóbb egyenlít az Újpest. Senki se keressen furcsaságokat az összeállítás kapcsán, az érvényben lévő szabályok miatt alakult így a kezdő.
Az eredménnyel elégedett vagyok, a játékkal nem. A hozzáállással volt a legnagyobb baj, azt hitték a játékosok, hogy egyénileg is meg tudják oldani a helyzeteket. Hiába mondtuk már el számtalanszor, hogy ez csapatjáték. A célunk az, hogy ott legyünk az első háromban, és megnyerjük a Magyar Kupát. Ez a meccs arra is jó volt, hogy kellően felkészüljünk a szerdai, újabb összecsapásra, amelyen természetesen tökéletesen elégedett lennék az egy egyes eredménnyel.
| 30. forduló (30. élvonalbeli mérkőzés) 2018. május 12., szombat 17:00 |

| Mezőkövesd Zsóry FC        | 1 – 0               | Balmaz Kamilla Gyógyfürdő |
| -------------------------- | ------------------- | ------------------------- |
| Koszta (1–01) 1' Dombó 82' | (1 – 0) Jegyzőkönyv | 30' Rudolf 62' Sigér      |

| Városi stadion, Mezőkövesd Nézőszám: 1 400 Játékvezető: Szőts Gergely (magyar) Asszisztensek: Farkas Balázs és Medovarszki János |

- Balmazújváros: Horváth — Habovda, Rus, Tamás, Uzoma — Vajda (Zsiga  74'), Sigér , Maiszuradze (Arabuli  60'), Haris — Rudolf (Erdei  78'), Andrics • Fel nem használt cserék: Szécsi (kapus), Jagodics, Batarelo, Kónya • Vezetőedző: Horváth Ferenc
- Mezőkövesd: Dombó — Farkas, Pillár, Katanec, Szalai — Cseri (Mlinar  78'), Iszlai, Szeles, Koszta – Bognár (Oláh  90') — Drazsics (Novák  78') • Fel nem használt cserék: Tarczy (kapus), Lázár, Misák, Hudák • Vezetőedző: Tóth László

Mindössze 34 másodperc telt el az összecsapásból, amikor Koszta Márk fejesével máris vezetést szerzett a Mezőkövesd; (1–0). A korai gól jót tett a mérkőzésnek, mindkét csapat gólratörően futballozott. Az első 45 perc főszereplője a vendégek kapusa, Horváth volt, aki bravúros védésekkel tartotta életben csapatát. A második félidő elején kis híján egyenlített a Balmazújváros, de Andric lövése a kapufán csattant. A folytatásban újra a házigazdák kerültek fölénybe, de ezúttal elmaradtak az igazi helyzetek, s nagyot kellett végül küzdeniük azért, hogy otthon tartsák a három pontot a keleti kiesési rangadón.
Mérkőzés utáni nyilatkozatok:
Nagyon örülünk ennek a nagyon fontos három pontnak, mert ez nagyon sokat jelenthet majd a végelszámolásnál – nyilatkozta Tóth László. Az első percben szerzett gól lendületet adott a csapatnak, már az első félidőben eldönthettük volna magunk javára a mérkőzést, ugyanis számos ziccert hagytunk ki. A második játékrészben feljött a Balmaz, de a csapat megmutatta erejét, és egymásért küzdve végül kiharcoltuk a győzelmet.
Nagyon sok dicséretet kapunk. Pont tele van vele a padlás. Az a csapat, amelyik nem tud gólt lőni, az nem is fog nyerni. Nagyon sok olyan sport van, amiben nem kell gólt lőni, és lehet nyerni. Ez nem az. Erre rá kell jönnünk. Mindig azt mondjuk, hogy jó, akkor a következő meccset megnyerjük, és akkor minden rendben, csak lassan elfogynak a meccsek. Tehát menekülés a győzelembe, más nem lehet.
- A Balmazújváros a legutóbbi hat idegenbeli bajnoki mérkőzésén csupán egy pontot szerzett.
- A két csapat egymás elleni mérkőzése először végződött valamelyik fél győzelmével az élvonalban.
- A Mezőkövesden kívül csak a Debrecen szerzett hat pontot a legutóbbi két bajnoki fordulóban.
- A borsodiak a legutóbbi öt fordulóban mindössze egyszer szenvedtek vereséget.
- Még ennél is többet mondó adat, hogy a Mezőkövesd a legutóbbi öt fordulóban csak a Honvéd ellen kapott gólt, igaz, akkor kettőt.
- Pályaválasztóként a kövesdiek július 22. óta mindössze másodszor győztek az OTP Bank Ligában.
- Koszta Márk, aki az idény leggyorsabb gólját szerezte, a tizedik gólját érte el a bajnoki idényben, egyszersmind a góllövőlistán az első tízbe került. A magyar játékosok közül, Ugrai Rolanddal holtversenyben, ötödik.[29]

Megyei rangadót rendeznek OTP Bank Liga 31. fordulójában, amelyben A Balmaz Kamilla Gyógyfürdő hazai pályán fogadta a megyeszékhely csapatát, a Debreceni VSC-t. A bajnokság hajrájában még nagyobb jelentősége van egy-egy győzelemnek, ekkor már minden együttes küzd valamilyen célért. Jelen esetben a Balmazújváros az első osztályban való maradásért, míg a Loki a dobogóért, amelyre minden esélye meg is van, hisz jelenleg a harmadik helyen áll, három meccsel a szezon vége előtt.
Az újvárosiak jelenleg a tabella sereghajtói, erejüket mutatja azonban, hogy elmúlt hét hazai mérkőzésükön nem találtak legyőzőre. Az elmúlt fordulóban a Mezőkövesddel játszottak kiesési rangadót idegenben, ahol Koszta Márk első percben szerzett találatával 1–0-s vereséget szenvedtek.
Horváth Ferenc együttese tavasszal elsősorban jó hazai mérlegével tűnt ki, a hátralévő három fordulóban még kétszer játszik otthon, a DVSC-n kívül a Ferencvárost fogadja majd. Pályaválasztóként, az OTP Bank Ligában és a Magyar Kupában, október 28. óta nem veszített mérkőzést, a mérlege három győzelem, hét döntetlen.
A DVSC legutóbb keleti rangadót játszott a Nagyon Stadionban, ahol a Diósgyőrt látta vendégül. Mindössze húsz másodperc elteltével a játékvezető kiállította Tamás Márkot, így gyakorlatilag egy teljes meccsen keresztül emberelőnyben futballoztak a debreceniek. A találkozót végül a remek formában játszó Tabakovics duplájával a hajdúságiak nyerték meg 2–1-re.
Az újvárosiak a télen leigazolták Harsányi Zsoltot, Kónya Márkot, Rudolf Gergelyt, valamint Lasa Sindagoradzét, míg Kovács Ádám és Vólent Roland elhagyta a klubot.
A két együttes idei szezon első egymás elleni összecsapására Balmazújvároson került sor, ahol szintén Harisz Tabakovics volt a főszereplő, aki az első félidő hajrájában szerzett fejes góljával döntötte el a három pont sorsát. A második mérkőzést Debrecenben rendezték február végén. Egészen a 87. percig úgy tűnt, gól nélküli döntetlennel zárnak a felek, ám ekkor Bacsana Arabuli, majd hat perccel később Rácz Ferenc is betalált, kialakítva ezzel a 0–2-es végeredményt.
Mérkőzés előtti nyilatkozatok:
A bajnokságban a DVSC ősszel nyerni tudott Balmazújvárosban, tavasszal azonban jött a hidegzuhany: Tőzsérék 2-0-ra kikaptak tőlük a Nagyerdei Stadionban. A Lokinál úgy vélik, itt az ideje annak, hogy a „sorminta” folytatódjon:
Nagy küzdelemre és kiegyenlített mérkőzésre számítok az újvárosiak ellen. Mind a két fél komoly célokért küzd a bajnokságban, így nagy tétje lesz a találkozónak. Biztos vagyok benne, motiváltan futballoznak majd a csapatok, de csakúgy, mint a Diósgyőr ellen, ezúttal is döntő lehet, ki lesz az erősebb mentálisan. Szeretnénk elérni a céljainkat a szezon végén, amelyhez elengedhetetlen, hogy legyőzzük a megyei riválisunkat. Szerencsére jó formában vagyunk, szerda-szombat ritmusban három mérkőzést nyertünk, bízom benne, hétvégén is tudjuk folytatni a jó szériánkat. Szerencsére jobb állapotban vannak a sérültjeink is, gondolok itt Bódi Ádámra és Ferenczi Janira, de mind a kettejük bevetésére várnunk kell még, hisz sok időt hagytak ki. Ettől függetlenül remélem, hogy az idei szezonban pályára tudnak még lépni.
A Balmazújváros trénere elmondta, csapata mindent megtesz azért, hogy pontot szerezzen a Loki ellen:
Három mérkőzésünk maradt, hogy kiharcoljuk a bennmaradást. Rögtön egy megyei rangadó következik, mely minden csapat életében még ad pluszba egy töltést az amúgy is felfokozott hangulatú mérkőzéshez. Nagyon jó csapat a Debrecen, ráadásul két megnyert bajnoki mérkőzés után látogatnak hozzánk. Nem lesz könnyű dolgunk ellenük, de mindent megteszünk azért, hogy ponttal, pontokkal jöjjünk majd le a találkozó.
Varga Kevin új látja, nem számít, hogy ki milyen szériában érkezik erre a mérkőzésre:
Ők is kettőzött erővel fognak ellenünk játszani, nekünk pedig van törleszteni valónk, hiszen a hazai mérkőzést elveszítettük 2–0-ra, úgyhogy mindenképp szeretnénk revansot venni.
A Loki motorja, Jovanovics kemény küzdelemre számít a Balmaz ellen:
Van még három forduló hátra. Szombaton az első lépést kell megtenni. Nagyon remélem, hogy győzni fogunk a hétvégén, és maradunk a harmadik helyen.
| 31. forduló (31. élvonalbeli mérkőzés) 2018. május 19., szombat 17:00 |

| Balmaz Kamilla Gyógyfürdő                                                 | 4 – 0               | Debreceni VSC |
| ------------------------------------------------------------------------- | ------------------- | ------------- |
| Andrics 31' (1–0) 36' Vajda (2–0) 47' Rus (3–0) 66' Arabuli 31' (4–0) 88' | (1 – 0) Jegyzőkönyv | 90' Varga K.  |

| Városi stadion, Balmazújváros Nézőszám: 1 808 Játékvezető: Kassai Viktor (magyar) Asszisztensek: Buzás Balázs és Szécsényi István |

- Balmazújváros: Horváth L. — Habovda, Rus, Tamás, Uzoma — Vajda (Kamarás  82'), Sigér , Maiszuradze, Batarelo (Haris  74') — Andrics (Zsiga  78'), Arabuli • Fel nem használt cserék: Szécsi (kapus), Póti, Erdei, Kónya Vezetőedző: Horváth Ferenc
- DVSC: Košický — Filip (Bódi  szünetben), Kinyik, Szatmári, Barna — Varga K., Kusnyír, Tőzsér , Sós (Tisza  70') — Könyves (Takács  52'), Tabakovics • Fel nem használt cserék: Szabados (kapus), Kuti, Mészáros N., Szekulics • Vezetőedző: Herczeg András

Az első félidő jobbára kiegyenlített mezőnyjátékot hozott, a két kapusnak alig volt dolga. Ennek ellenére a hazai csapat vonulhatott előnnyel az öltözőbe, a 36. percen megszerzett vezetéssel: egy eladott labdára Andrics csapott le, majd 15 méterről, jobbról a hosszúba tekert; (1–0). Összességében az első félidő elég nagy iramú volt, mindkét oldalon volt néhány nagy lehetőség, a hazaiak egyet gólra is váltottak. A szünetben változtatott Herczeg András, és Ioan Filip helyére Bódi Ádám érkezett. A folytatás szinte azonnal egy újabb balmazújvárosi góllal indult: a 47. percben Arabuli a tizenhatoson belül, jobbról passzolt Vajda Sándorhoz, akinek első kísérletét még védte Košický, ám a kipattanót közelről a hálóba kotorta a középpályás; (2–0). A vendégek a kétgólos hátrány ellenére sem tudtak újítani, továbbra is a hazaiak futballoztak veszélyesebben. A 66. percben már három volt a hazaiak előnye: Vajda jobbról ívelt középre, Rus Adrián hátrafelé mozogva, tíz méterről a kapuba fejelt, melyben a vendégek kapusa, Kosicky is benne volt, középre ment ugyanis a labda, a kapus mellényúlt; (3–0). A hajrában még fölényesebbé tette sikerét a Balmazújváros, a 88. percben kialakult a végeredmény: Uzoma került a bal oldalon a védelem mögé, Arabuli az ötös vonaláról kanalazta a kapuba a labdát; (4–0). Simán gyűjtötte be a bennmaradásért vívott harcban számára létfontosságú három pontot a Balmaz Kamilla Gyógyfürdő.
Mérkőzés utáni nyilatkozatok:
Verebesen nőttem fel, aki egyszer azt mondta, hogy egyszer valaki nagyon beleszalad a késbe, ez most megtörtént. A helyzeteinket berugdostuk. Más volt így focizni, hogy a helyzeteink itt gólok lettek. A bentmaradást illetően bármi megtörténhet. Megyünk a bentmaradásért.
Első percekben nem volt probléma a játékunkkal, kapufát is rúgtunk. Utána pontatlanok voltunk, az Újváros gyorsaságban, akaratban felülmúlt bennünket. A második félidőben hamar kaptuk a második gólt, ezután kockáztattunk, átálltunk három védőre. Gratulálok az Újvárosnak. Motiváltabbak voltak ma, mint mi.
| Csapat        | Labdabirtoklás | Lövés | Kaput talált lövés | Ebből gól | Szöglet | Szabálytalanság | Sárga lap | Piros lap | Passz | Sikeres passz | Párharc | Megnyert párharc |
| ------------- | -------------- | ----- | ------------------ | --------- | ------- | --------------- | --------- | --------- | ----- | ------------- | ------- | ---------------- |
| Balmazújváros | 1756 mp (58%)  | 26    | 14 (54%)           | 4 (29%)   | 10      | 7               | 2         | 0         | 450   | 354 (79%)     | 177     | 97 (55%)         |
| Debrecen      | 1290 mp (42%)  | 9     | 4 (44%)            | 0 (0%)    | 2       | 18              | 1         | 0         | 363   | 274 (75%)     | 177     | 80 (45%)         |

- A mérkőzés előtt a Balmazújváros mérkőzésein esett az NB I-ben a második legkevesebb gól (2,47 a gólátlag), míg a Debrecenéin a második legtöbb (3,03, csak három csapat van 3 gólos átlag fölött), a Balmazújvárosnál (15 gól) csak a Puskás Akadémia talált be kevesebbszer hazai bajnoki mérkőzésein. A Debrecennél (25 találat) csak a Videoton (26) tudott több gólt szerezni idegenbeli mérkőzésein. Az egész mezőnyben a Lokinak a legjobb a gólkülönbsége az idegenbeli találkozókon (+9).
- Hazai pályán október 28. óta nem kapott ki a Balmaz, a veretlenségi sorozat immár nyolc mérkőzés óta tart. Más kérdés, hogy a nyolc találkozóból csak hármat nyert meg az abszolút újonc, ötöt döntetlenre adott.
- A Balmazújváros négymérkőzéses nyeretlenségi szériát szakított meg.
- A Balmaz a találkozó előtt csak kettőt tudott nyerni legutóbbi 14 bajnokijából.
- A Debrecené volt az összecsapás előtt a legjobb idegenbeli mutató az élvonalban (6–4–5, 22 pont a megszerezhető 45-ből).
- A Balmazújváros tavasszal két mérkőzésen hat pontot szerzett a megyei rivális ellen.
- Horváth Ferenc együttese pályaválasztóként, az OTP Bank Ligában és a Magyar Kupában, október 28. óta nem veszített mérkőzést, a mérlege négy győzelem, hét döntetlen.
- Az újonc másodszor ért el négy gólt egy bajnoki mérkőzésen élvonalbeli történetében. Az első „áldozat” a Diósgyőr volt 2017. augusztus 5-én.
- A Balmazújváros négy nyeretlen bajnoki találkozó után szerzett ismét három pontot.
- A hazai játékosok közül Arabuli a nyolcadik, Andrics a hatodik, Vajda a negyedik, Rus az első gólját szerezte. Az Arabuli, Andrics, Vajda trió a klub eddigi élvonalbeli góljainak több mint a felét szerezte.
- A Debrecen másodszor kapott ki tavasszal az OTP Bank Ligában.
- 2016. augusztus 21, a Videoton elleni 1–5 óta először kapott ki vendégként a Loki négy góllal az élvonalban.[35]

A paksiak az előző fordulóban balszerencsés vereséget szenvedtek Diósgyőrben, ettől függetlenül versenyben vannak a bajnoki bronzéremért. Ehhez azonban, tekintve, hogy kétpontos hátrányban vannak a Bp. Honvéddal szemben, nyerniük kellene. tavasszal nem ment igazán nekik a hazai mérkőzéseken, a legutóbbi négy meccsükből hármat elveszítettek – csak a Videotont győzték le. A Balmazújváros a DVSC legyőzésével még életben tartotta a reményeit, de az utolsó előtti helyen áll. Az utolsó játéknapon majd a Ferencvárost fogadja. Idegenben a legutóbbi hat mérkőzésén egy gólt és egy pontot szerzett.
| 32. forduló (32. élvonalbeli mérkőzés) 2018. május 27., vasárnap 17:00 |

| Paks | –           | Balmaz Kamilla Gyógyfürdő |
| ---- | ----------- | ------------------------- |
|      | Jegyzőkönyv |                           |

| Fehérvári úti stadion, Paks Játékvezető: Solymosi Péter (magyar) Asszisztensek: Georgiou Theodoros és Becséri Gergely |

### Eredmények összesítése
Az alábbi táblázatban összesítve szerepelnek a Balmaz Kamilla aktuális szezon OTP Bank Ligában elért eredményei.
A százalék számítás a 3 pontos rendszerben történik.
| Kör (forduló)            | Otthon | Otthon | Otthon | Otthon | Otthon | Otthon | Otthon | Otthon | Idegenben | Idegenben | Idegenben | Idegenben | Idegenben | Idegenben | Idegenben | Idegenben |
| Kör (forduló)            | M      | GY     | D      | V      | LG–KG  | GK     | P      | %      | M         | GY        | D         | V         | LG–KG     | GK        | P         | %         |
| ------------------------ | ------ | ------ | ------ | ------ | ------ | ------ | ------ | ------ | --------- | --------- | --------- | --------- | --------- | --------- | --------- | --------- |
| Első kör (1–11.)         | 5      | 1      | 0      | 4      | 6–6    | 0      | 3      | 20,0%  | 6         | 0         | 3         | 3         | 7–11      | –4        | 3         | 16,7%     |
| Második kör (12–21.)     | 6      | 1      | 4      | 1      | 5–7    | –2     | 7      | 38,9%  | 5         | 3         | 1         | 1         | 8–9       | –1        | 10        | 66,7%     |
| Harmadik kör (22–33.)    | 5      | 2      | 3      | 0      | 11–6   | +5     | 9      | 60,0%  | 6         | 1         | 1         | 4         | 2–7       | –5        | 4         | 22,2%     |
| Összesen (1–33. forduló) | 16     | 4      | 7      | 5      | 22–19  | +3     | 19     | 39,6%  | 17        | 4         | 5         | 8         | 17–27     | –10       | 17        | 33,3%     |

### Helyezések fordulónként
| Forduló  | 1  | 2   | 3   | 4  | 5   | 6   | 7   | 8   | 9   | 10  | 11  | 12  | 13  | 14  | 15  | 16  | 17  | 18  | 19  | 20 | 21  | 22  | 23  | 24  | 25  | 26  | 27  | 28  | 29  | 30  | 31  | 32  | 33  |
| -------- | -- | --- | --- | -- | --- | --- | --- | --- | --- | --- | --- | --- | --- | --- | --- | --- | --- | --- | --- | -- | --- | --- | --- | --- | --- | --- | --- | --- | --- | --- | --- | --- | --- |
| Helyszín | I  | O   | I   | O  | I   | I   | O   | I   | O   | I   | O   | O   | I   | O   | I   | O   | O   | I   | O   | I  | O   | I   | I   | O   | I   | O   | I   | I   | O   | I   | O   | I   | O   |
| Eredmény | D  | V   | D   | GY | V   | V   | V   | D   | V   | V   | V   | D   | GY  | V   | GY  | GY  | D   | D   | D   | GY | D   | V   | V   | D   | V   | GY  | D   | V   | D   | V   | GY  | GY  | D   |
| Helyezés | 6. | 10. | 10. | 8. | 10. | 10. | 12. | 11. | 12. | 12. | 12. | 12. | 11. | 11. | 10. | 10. | 10. | 10. | 11. | 9. | 10. | 11. | 12. | 12. | 12. | 10. | 10. | 11. | 12. | 12. | 11. | 10. | 11. |

Helyszín: O = otthon (hazai pályán); I = idegenben. Eredmény: GY = győzelem; D = döntetlen; V = vereség.
A csapat helyezései fordulónként, idővonalon ábrázolva.

### A bajnokság végeredménye
| H   | Csapat                | M  | GY | D  | V  | LG | KG | GK  | GÁ   | SZP | VP | NÉ  | Sárga lap | kiállítva | Forma | Továbbjutás vagy kiesés          |
| --- | --------------------- | -- | -- | -- | -- | -- | -- | --- | ---- | --- | -- | --- | --------- | --------- | ----- | -------------------------------- |
| 1.  | Videoton (B) (NK)     | 33 | 20 | 8  | 5  | 65 | 28 | +37 | 1,97 | 68  | 31 | 6,9 | 111       | 5         |       | Bajnokok Ligája, 1. selejtezőkör |
| 2.  | Ferencváros (NK)      | 33 | 18 | 12 | 3  | 69 | 31 | +38 | 2,09 | 66  | 33 | 6,8 | 70        | 4         |       | Európa-liga, 1. selejtezőkör     |
| 3.  | Újpest (KGY) (NK)     | 33 | 12 | 13 | 8  | 41 | 38 | +3  | 1,24 | 49  | 50 | 6,9 | 76        | 0         |       | Európa-liga, 1. selejtezőkör     |
| 4.  | Bp. Honvéd (CV) (NK)  | 33 | 13 | 8  | 12 | 50 | 53 | –3  | 1,52 | 47  | 52 | 6,6 | 71        | 4         |       | Európa-liga, 1. selejtezőkör     |
| 5.  | Debreceni VSC         | 33 | 12 | 8  | 13 | 53 | 47 | +6  | 1,61 | 44  | 55 | 6,8 | 71        | 2         |       |                                  |
| 6.  | Puskás Akadémia (F)   | 33 | 11 | 10 | 12 | 41 | 46 | –5  | 1,24 | 43  | 56 | 6,5 | 93        | 3         |       |                                  |
| 7.  | Paks                  | 33 | 11 | 9  | 13 | 43 | 48 | –5  | 1,30 | 42  | 57 | 6,5 | 80        | 5         |       |                                  |
| 8.  | Haladás               | 33 | 11 | 5  | 17 | 35 | 50 | –15 | 1,06 | 38  | 61 | 6,3 | 82        | 3         |       |                                  |
| 9.  | Mezőkövesd            | 33 | 9  | 10 | 14 | 35 | 52 | –17 | 1,06 | 37  | 62 | 6,2 | 90        | 3         |       |                                  |
| 10. | Diósgyőr              | 33 | 10 | 6  | 17 | 44 | 53 | –9  | 1,33 | 36  | 63 | 6,3 | 81        | 5         |       |                                  |
| 11. | Balmazújváros (K) (F) | 33 | 8  | 12 | 13 | 39 | 46 | –7  | 1,18 | 36  | 63 | 6,2 | 70        | 2         |       | NB II 2018–2019                  |
| 12. | Vasas (K)             | 33 | 9  | 7  | 17 | 38 | 61 | –23 | 1,15 | 34  | 65 | 6,1 | 86        | 4         |       | NB II 2018–2019                  |

A rangsorolás alapszabályai: 1. összpontszám; 2. a bajnokságban elért több győzelem; 3. a bajnoki mérkőzések gólkülönbsége; 4. a bajnoki mérkőzéseken rúgott több gól; 5. az egymás ellen játszott bajnoki mérkőzések pontkülönbsége; 6. az egymás ellen játszott bajnoki mérkőzések gólkülönbsége; 7. az egymás ellen játszott bajnoki mérkőzéseken az idegenben lőtt több gól; 8. a bajnokság fair play értékelésében elért jobb helyezés; 9. sorsolás.
(CV): Bajnoki címvédő csapat; (B): Bajnokcsapat; (K): Kieső csapat; (F): Feljutó csapat; (KGY): Kupagyőztes; (NK): Nemzetközi kupainduló;

## Magyar kupa
Az MLSZ szabályzatának értelmében, a nemzeti bajnokságokban (NB I, NB II, NB III) szereplő csapatok a kupasorozat 6. fordulójában, a legjobb 128 között kapcsolódnak be a versenybe. A versenykiírás szerint az NB I-es és NB II-es csapatok kiemeltek lesznek a sorsoláson, nem kerülhetnek össze egymással. A hatodik fordulóból (a főtábla első köréből) továbblépő együttesek 300 ezer, illetve 500 ezer forintot kapnak – attól függően, hogy döntetlen után vagy győzelemmel harcolják ki a továbbjutást.
      Győzelem
      Döntetlen
      Vereség
| 2017. szeptember 20., szerda |

| Karancslapujtő KSE (megye I) | 0 – 2 | Balmaz Kamilla Gyógyfürdő |
| ---------------------------- | ----- | ------------------------- |
|                              |       |                           |

| Részletek |

| 2017. október 25., szerda |

| Bátaszék SE (megye I) | 0 – 1 | Balmaz Kamilla Gyógyfürdő |
| --------------------- | ----- | ------------------------- |
|                       |       |                           |

| Részletek |

| 2017. november 29., szerda |

| Dunaújváros PASE (NB III Közép-csoport) | 1 – 3 | Balmaz Kamilla Gyógyfürdő |
| --------------------------------------- | ----- | ------------------------- |
|                                         |       |                           |

| Részletek |

| 2018. február 21., szerda |

| WKW ETO FC Győr (NB II) | 2 – 3 | Balmaz Kamilla Gyógyfürdő |
| ----------------------- | ----- | ------------------------- |
|                         |       |                           |

| Részletek |

| 2018. február 28., szerda |

| Balmaz Kamilla Gyógyfürdő | 0 – 0 | WKW ETO FC Győr (NB II) |
| ------------------------- | ----- | ----------------------- |
|                           |       |                         |

| Részletek |

| 2018. március 14., szerda |

| Balmaz Kamilla Gyógyfürdő | 5 – 0 | Békéscsaba |
| ------------------------- | ----- | ---------- |
|                           |       |            |

| Részletek |

| 2018. április 4., szerda |

| Békéscsaba | 1 – 2 | Balmaz Kamilla Gyógyfürdő |
| ---------- | ----- | ------------------------- |
|            |       |                           |

| Részletek |

| 2018. április 17., kedd |

| Újpest | 2 – 1 | Balmaz Kamilla Gyógyfürdő |
| ------ | ----- | ------------------------- |
|        |       |                           |

| Részletek |

| 2018. május 9., szerda |

| Balmaz Kamilla Gyógyfürdő | 0 – 0 | Újpest |
| ------------------------- | ----- | ------ |
|                           |       |        |

| Részletek |

### 6. forduló (főtábla 1. forduló)
2017. szeptember 11-én a Magyar Labdarúgó-szövetség (MLSZ) székházában megtartott sorsoláson a 70-szeres válogatott Nyilasi Tibor, az MLSZ elnökségi tagjának vezetésével készültek el a párosítások. A Balmaz Kamilla Gyógyfürdő csapata a megye I-ben szereplő Karancslapujtő KSE együttesével küzd meg a legjobb 64-be kerülésért.
| 2017. szeptember 20., szerda 15:00 |

| Karancslapujtő KSE (megye I) | 0 – 2               | Balmaz Kamilla Gyógyfürdő                       |
| ---------------------------- | ------------------- | ----------------------------------------------- |
| Racs 48' Novák N. 79'        | (0 – 0) Jegyzőkönyv | 49' (0–1) 73' Habovda 53' (0–2) Vólent 43' Rácz |

| Városi stadion, Karancslapujtő Játékvezető: Bereczki Miklós (magyar) Asszisztensek: Csóra Szabolcs és Vad Anita |

### 7. forduló (főtábla 2. forduló)
2017. szeptember 22-én a Magyar Labdarúgó-szövetség (MLSZ) székházában megtartott sorsoláson a 70-szeres válogatott Nyilasi Tibor, az MLSZ elnökségi tagjának vezetésével készültek el a párosítások. A Balmaz Kamilla Gyógyfürdő csapata a megye I-ben szereplő Bátaszék SE együttesével küzd meg a legjobb 32-be kerülésért.
| 2017. október 25., szerda 13:30 |

| Bátaszék SE (megye I) | 0 – 1               | Balmaz Kamilla Gyógyfürdő |
| --------------------- | ------------------- | ------------------------- |
|                       | (0 – 0) Jegyzőkönyv | 62' (0–1) Virág           |

| Bátaszék SE Sporttelep, Bátaszék Nézőszám: 500 Játékvezető: Barna Gábor (magyar) Asszisztensek: Nagy Attila és Perák András |

- Balmazújváros: Horváth — Tamás, Habovda, Zsiga, Jagodics B., Batarelo (Maiszuradze  86'), Virág, Rácz (Orovecz  75'), Bódis, Belényesi (Fekete  57'), Vólent • Fel nem használt cserék: Szécsi (kapus), Erdei, Schmid M., Vajda • Vezetőedző: Horváth Ferenc
- Bátaszék: Klézl — Fábián, Horváth (Csiki  78'), Faller, Botos, Samu, Földvári (Szabó E.  78'), Kertész, Kiss P., Lerch (Babanics  78'), Régi. • Fel nem használt cserék: Mányák (kapus), Camara, Mészáros, Kovács B. • Vezetőedző: Kiss János

Annak ellenére, hogy nem a sztenderd gárdával állt ki a Balmaz, rögtön az elején átvette a kezdeményezést, és teljesen beszorította negyedosztályú ellenfelét. A Bátaszék tíz emberrel beásta magát a kapuja elé, s csak arra koncentrált, hogy valahogyan megússza a mérkőzést kapott gól nélkül. Az első félidőben ez még össze is jött a vendéglátóknak, noha teljesen felborult a pálya. A szünet után Virág Aladár betalált, de abban a játékrészben is sorra alakultak ki a helyzetek, és maradtak is ki többnyire. Az Újváros végül szűken nyert, noha ziccerek tömkelegét hagyta ki, és a kapufát is eltalálták Belényesiék.

### 8. forduló (főtábla 3. forduló)
A 2017. október 25-én megtartott sorsoláson a Balmaz Kamilla Gyógyfürdő csapata a NB III Közép-csoportjában szereplő Dunaújváros PASE együttesével küzd meg a legjobb 16-ba kerülésért.
A Dunaújváros az idei Magyar kupa küzdelmeibe a főtábla 1. fordulójában kapcsolódott be, 2017. szeptember 20-án, idegenben, 3–1 arányban győzedelmeskedtek a Bács-Kiskun megye II-ben szereplő Szabadszállási SE csapata felett. Tóth Péter két gólt szerzett a találkozón, míg Csendes Péter egyet. A legjobb 32-be, a főtábla 2. fordulójában 2017. október 25-én, az elsőosztályú Vasas SC volt az ellenfél hazai pályán. Tóth Tibor találatával 1–0-s félidő után a Vasas még kiegyenlített Nikólaosz Vérgosz révén, ám végül a Dunaújváros győzött 2–1-re Csehi Tamás 90. percben született győzelmet és továbbjutás érő góljával.
| 2017. november 29., szerda 16:00 |

| Dunaújváros PASE (NB III Közép-csoport)                         | 1 – 3               | Balmaz Kamilla Gyógyfürdő                                                                     |
| --------------------------------------------------------------- | ------------------- | --------------------------------------------------------------------------------------------- |
| Tóth T. (1–1) 77' 90' Barna 26' Csendes 65′ Csehi 92' Zvara 93' | (0 – 1) Jegyzőkönyv | 5' (0–1) Arabuli 109' (1–2) • 122' (1–3) Kovács Á. 9' Jagodics B. 51' Maiszuradze 120' Szécsi |

| Dunaújvárosi Stadion, Dunaújváros Nézőszám: 120 Játékvezető: Molnár Attila (magyar) Asszisztensek: Horváth Zoltán és Bertalan Dávid |

- Balmazújváros: Szécsi — Habovda, Póti, Jagodics B., Virág  — Vajda, Batarelo (Kovács Á.  77'), Maiszuradze, Zsiga (Uzoma  szünetben) — Rácz (Sigér  53'), Arabuli • Fel nem használt cserék: Horváth (kapus), Fekete, Bódis, Vólent • Vezetőedző: Horváth Ferenc
- Dunaújváros: Vaszócsik — Sándor T., Csendes, Farkas Viktor, Király Bence — Barna (Karacs  114'), Dorogi, Zvara — Szepessy, Tóth T., Csehi  (Ferencz  96') • Fel nem használt cserék: Jerzsabek (kapus), Molnár D., Vajda, Holentoner, Szilvási • Vezetőedző: Dr. Dobos Barnabás László

A Balmazújváros az 5. percben vezetést szerzett, Arabuli kapott jó passzt jobbról, tolt egyet a labdán, majd a bal alsóba lőtt; (0–1). A 65. percben megfogyatkozott az NB III Közép csoportját vezető DPASE, Csendest állították ki. Azonban Dobos Barna alakulata így is ki tudott egyenlíteni: a 77. percben egy lefejelt labdát követően Tóth Tibor maradt üresen, s a jobb alsó sarokba lőtt; (1–1). Emberhátrányban is tartotta magát és harcolt a Dunaújváros, a Balmaz csak a hosszabbításban tudott felül kerekedni. A 109. percben Arabuli tálalt Kovács Ádám elé, aki középmagasan helyezett a kapuba; (1–2). A 121. percben ráadásul Kovács duplázni tudott, 3–1-re nyert Horváth Ferenc együttese, és a legjobb 16 közé jutott.

### Nyolcaddöntő

#### 1. mérkőzés
2017. november 29-én a Magyar Labdarúgó-szövetség (MLSZ) az MTK-Gyirmót Magyar Kupa-mérkőzést követően a meccs helyszínén, a Hidegkuti Nándor Stadionban megtartotta a nyolcaddöntők sorsolását. A Balmaz Kamilla Gyógyfürdő csapata az NB II-ben szereplő WKW ETO FC Győr együttesével küzd meg a legjobb nyolcba kerülésért.
| 2018. február 21., szerda 16:00 |

| WKW ETO FC Győr (NB II)                           | 2 – 3               | Balmaz Kamilla Gyógyfürdő                                             |
| ------------------------------------------------- | ------------------- | --------------------------------------------------------------------- |
| Szánthó (1–1) 28' • (2–2) 70' Kovács 31' Bagi 62' | (1 – 2) Jegyzőkönyv | 16' (0–1) Vajda 32' (11-esből) (1–2) Arabuli 83' (2–3) Rácz 63' Zsiga |

| ETO Park, Győr Nézőszám: 350 Játékvezető: Radványi Ádám (magyar) Asszisztensek: Király Krisztián és Baghy Csaba |

- Balmazújváros: Pogacsics — Habovda, Póti, Tamás, Uzoma — Vajda, Maiszuradze, Sigér , Zsiga (Sindagoridze  78') — Andrics (Rácz  68'), Arabuli (Rudolf  52') • Fel nem használt cserék: Szécsi (kapus), Jagodics B., Haris, Schmid Á. • Vezetőedző: Horváth Ferenc
- Győri ETO: Szatmári  — Kovács, Bagi, Vadász, Rokszin — Tajthy, Szatmári, Szánthó — Szimcso, Zamostny, Szabó • Fel nem használt cserék: Gyurákovics (kapus), Koszó, Pongrácz, Magasföldi, Beliczky, Daru, Kalmár • Vezetőedző: Szentes Lázár

A nemrégiben elhunyt Palotai Károlyra egyperces gyászszünettel emlékeztek a mérkőzés előtt. A 16. percben Vajda Sándor ugrott ki a győri védők között és a kifutó Szatmári Zoltán mellett a kapu közepébe lőtt; (0–1). A 28. percben egy bal oldali szöglet után Szánthó Regő bal lábbal a balmazi kapu jobb sarkába küldte a labdát; (1–1). A 32. percben Kovács Krisztián elrúghatta volna a labdát, de nem tette, a belépőjével viszont Zsiga Ervint buktatta a 16-oson belül. A büntetőt Bacsana Arabuli a kapust becsapva laposan lőtte a jobb sarokba; (1–2). A 70. percben Szabó Lukas bal oldali beadása után Szánthó Regő 10 méterről mellel továbbította a labdát a bal sarokba; (2–2). A 83. percben Rácz kapott jó labdát, jobbról mintegy 12 méterről lőtt, úgy tűnt, a labdája elment volna a kapu előtt, azonban a rávetődő Szatmári kapus hasa alatt a kapuba csúszott; (2–3). Az ETO a mezőnyben többnyire egyenrangú ellenfele volt az NB I-es csapatnak, veresége balszerencsésnek mondható, a Balmaz így előnyből várhatja a jövő heti visszavágót.

#### Visszavágó
| 2018. február 28., szerda 17:00 |

| Balmaz Kamilla Gyógyfürdő | 0 – 0       | WKW ETO FC Győr (NB II) |
| ------------------------- | ----------- | ----------------------- |
| Jagodics B. 62'           | Jegyzőkönyv | 72' Debreceni           |

| Városi sportpálya, Balmazújváros Nézőszám: 350 Játékvezető: Ducsai József (magyar) Asszisztensek: Punyi Gyula és Berényi Ákos |

- Balmazújváros: Szécsi — Habovda, Jagodics B., Tamás, Uzoma — Vajda, Sigér , Maiszuradze, Rácz (Andrics  59') — Arabuli (Haris  65'), Rudolf (Sindagoridze  76') • Fel nem használt cserék: Pogacsics (kapus), Rus, Harsányi, Kamarás • Vezetőedző: Horváth Ferenc
- Győri ETO: Szatmári — Vadász, Koszó, Debreceni , Rokszin — Bagi (Pongrácz  60') — Szimcso, Szánthó (Kovács  74'), Szatmári (Magasföldi  62'), Zamostny — Daru • Fel nem használt cserék: Gyurákovics (kapus), Gyagya, Szabó B., Bodnaruk • Vezetőedző: Szentes Lázár

Az egyik legszembeötlőbb változtatás az volt a Balmaznál, hogy Rudolf Gergely a kezdőcsapatban kapott helyet, Rácz Ferenc pedig a balszélső pozícióban tűnt fel. Az első félidő igazán nagy helyzet nélkül zajlott zord időjárásban, fagyos talajon. Az első félidő derekán gólt tudott szerezni a Győr, de azt les miatt a játékvezető érvénytelenítette. A Hajdú-Bihar megyei együttes éppen annyit focizott, amennyit kellett, nem csak az első játékrészben, hanem az egész találkozón. A vendégek főként a mérkőzés végefelé próbáltak nyomást gyakorolni Horváth Ferenc csapatára, ám eredménytelenül. Hazai oldalon a támadások megvoltak, csak a gól hiányzott, de nyilván azzal hazai oldalon is mindenki tisztában volt, hogy az ETO-nak minimum két találat kell a továbbjutáshoz. A hazai védelem stabil lábakon állt most is, nem először az újvárosiaknál. Sok minden kellett hozzá, hogy ez így kerek, teljes, egész legyen. Például Szécsi rutinja is, aki mindig a legjobbkor csent el egy-egy percet a mérkőzésből.
Mérkőzés utáni nyilatkozatok:
Örülök neki, hogy történelmet írtunk, ugyanis a Balmazújváros történetében először jutott a legjobb nyolc együttes közé a Magyar Kupában. Szakmailag nehéz értékelni ezt a találkozót az időjárási körülmények miatt. A győzelmünkhöz három dolog hiányzott: korcsolya, hokiütő, és egy pakk.
Két ikszes meccset játszottunk a Balmazújvárossal. Nagy küzdelemre tudtuk késztetni NB I-es ellenfelünket. Kiesésünk egyik legfőbb oka, hogy ezen a találkozón nem tudtunk gólt lőni, kevés helyzetet alakítottunk ki.

### Elődöntő

#### 1. mérkőzés
2018. április 4-én a Magyar Labdarúgó-szövetség (MLSZ) elkészítette a Magyar Kupa elődöntőinek sorsolását. A döntőbe jutásért a kilencszeres kupagyőztes Újpest lesz a hajdúságiak ellenfele.
| 2018. április 17., kedd 19:00 (tv: M4 Sport) |

| Újpest FC                     | 2 – 1               | Balmaz Kamilla Gyógyfürdő |
| ----------------------------- | ------------------- | ------------------------- |
| Nagy D. (1–0) 19' • (2–0) 33' | (2 – 0) Jegyzőkönyv | 85' (2–1) Arabuli         |

| Szusza Ferenc Stadion, Budapest Nézőszám: 1 775 Játékvezető: Pintér Csaba (magyar) Asszisztensek: Garai Péter és Bornemissza Norbert |

- Balmazújváros: Pogacsics — Habovda, Póti, Rus, Uzoma — Vajda (Harsányi  76'), Sigér , Batarelo (Erdei  67'), Maiszuradze — Arabuli, Andrics (Rudolf  33') • Fel nem használt cserék: Szécsi (kapus), Jagodics B., Kónya, Kamarás • Vezetőedző: Horváth Ferenc
- Újpest: Pajovics — Balázs B., Bojovics, Litauszki , Bureković — Onovo, Sanković — Pauljevics (Zsótér  67'), Nagy D., Nwobodo (Cseke  74') — Novothny (Tischler  80') • Fel nem használt cserék: Gundel-Takács (kapus), Szűcs, Kálnoki Kis, Mohl • Vezetőedző: Nebojsa Vignjevics

Az összecsapást a hazaiak kezdték jobban, a 17. percben a kapufa még megmentette a vendégeket. A 19. percben megszerezte a vezetést az Újpest: Batarelo veszítette el a labdát a saját térfelén, majd Novothny passzolt Nagy Dánielhez, aki a tizenhatos vonalán a kapu felé fordult, s jobbal a jobb felső sarokba küldte a labdát; (1–0).  A 33. percben már kettővel vezettek a hazaiak: Nwobodo húzott befelé a bal oldalról, majd játékba hozta Nagy Dánielt, aki 19 méterről, ballal, félmagasan a kapu bal oldalába lőtte a labdát; (2–0). A folytatásban már a Balmazújváros is tudott veszélyeztetni, de sokáig úgy tűnt, hogy a hazaiak megőrzik előnyüket. A 72. percben Arabuli a keresztlécre lőtte a labdát. A 85. percben szépített a Balmaz: Erdei jobb oldali beadása után Arabuli fejesét védte Pajovics , a kipattanóra azonban a grúz csatár ért oda először, és három méterről ballal a kapus fölött a hálóba küldte a labdát; (2–1). Ez maradt a végeredmény, a Balmazújváros egygólos hátrányba került, de góljának köszönhetően még joggal reménykedhet, hogy hazai pályán megfordítja a párharcot. A visszavágót május 9-én rendezik Balmazújvárosban.
Mérkőzés utáni nyilatkozatok:
Két meccset játszottunk valójában. Az első úgy 40 percig tartott, ekkor fegyelmezettek voltunk, jól is játszottunk. Aztán 2–0 után már nem az Újpest volt a pályán, hanem olyan játékosok, akik csak magukért akartak játszani, fontosabb volt, hogy ki szerezze a következő gólt, hogy ki csináljon valami szebbet a pályán, mint hogy a csapat minél nagyobb különbséggel nyerjen. Ez a meccs 3–0 vagy 4–0 is lehetett volna, ehelyett az Újpest vezetett 2–0-ra, utána meg jött a játékosok öncélú produkciója. Az utolsó tíz percre energiát is vesztettünk és olyan dolgokat akartunk megcsinálni, amikre nem vagyunk képesek. Nekünk megvoltak a helyzeteink, nekik meg 1–2 kapura lövésük, de az elég is volt egy gólhoz. Pont ezt mondtam az utolsó meccs után: hogy előre lépünk kettőt, aztán meg egyet vissza. Most is léptünk előre kettőt, az első félidőben, aztán hármat meg vissza – mentalitásban, karakterben, ami sokkal fontosabb, mint a futballtudás. Ma megmutattuk, hogy hiányzik belőlünk valami, ha meg akarjuk nyerni a kupát, meg kell érteniük a játékosoknak, hogy a kupagyőztes ebben az évben igenis csak az Újpest lehet! Legyen szó akár Novothnyról, Tischlerről vagy Nagy Daniról, engem nem érdekel ki lövi a gólt, de sajnos 2–0 után a játékosok ezt nem így gondolták. «Én akarom megnyerni a kupát, fontosabb akarok lenni, mint maga az Újpest» – ez itt a probléma.
Nyílt maradt a visszavágó. Sok meglepetés nem történt, eddig is az Újpest volt az esélyesebb, most is ők azok. De meghagytuk magunknak azt a lehetőséget, amit szerettünk volna. Az első félidő úgy ahogy volt, kuka volt, főleg az első 20 perc. Vannak dolgok, amiket el kell rendeznünk, amik nem úgy mennek, ahogy szeretnénk, kis nyugalmat kell teremteni a csapat körül, és akkor rendben lesznek a dolgok. A második félidei játék az teljesen jól működött. Ilyesmi kell a visszavágón is. Senki nem mondta, hogy az Újpest nem jó csapat, vagy hogy be lehet sétálni a döntőbe, ez most is így van, meg kell érte feszülni.

#### visszavágó
| 2018. május 9., szerda 20:00 (tv: M4 Sport) |

| Balmaz Kamilla Gyógyfürdő | 0 – 0                 | Újpest FC                               |
| ------------------------- | --------------------- | --------------------------------------- |
| Habovda 26' Tamás 66'     | Jegyzőkönyv Részletek | 51' A. Diallo 76' Nwobodo 81' Litauszki |

| Városi sportpálya, Balmazújváros Nézőszám: 1 086 Játékvezető: Erdős József (magyar) Asszisztensek: Varga Zsolt és Szert Balázs |

- Balmazújváros: Szécsi — Habovda, Rus, Tamás, Uzoma — Vajda, Sigér , Maiszuradze (Batarelo  72'), Haris (Arabuli 62') — Andrics, Kónya (Rudolf  61') • Fel nem használt cserék: Pogacsics (kapus), Erdei, Jagodics B., Kamarás • Vezetőedző: Horváth Ferenc
- Újpest: Pajovics — Balázs, Bojovics, Litauszki , Burekovics — Onovo, Nwobodo (A. Diallo  szünetben) — Pauljevics, Nagy D. (Szűcs  53'), Szankovics — Novothny (Tischler  62') • Fel nem használt cserék: Gundel-Takács (kapus), Kálnoki Kis, Zsótér, Mohl • Vezetőedző: Nebojsa Vignjevics

Az első félidőben a Balmazújváros sokkal többet támadott az ellenfelénél. Az Újpest inkább a rombolással volt elfoglalva. A Balmazújváros viszont nagyon iparkodott, ennek jele két nagy helyzet volt, mindkettőnél Pajovics védett szenzációsan. Előbb Vajda közeli perdítését hatástalanította, majd Andrics távoli lövését szedte ki a bal alsóból. A második félidőben, ha lehet, még jobban megszervezte a védelmét az Újpest, így sokkal ritkábban tudtak a hazaiak helyzetbe kerülni. Ez sem sokat számított, sőt az újpesti Szűcs gólt is szerezhetett volna, de a 71. percben hiába állt szemben Szécsi kapussal, fölé emelt. Ezután elkeseredett támadásokba kezdett a Balmazújváros, de a csatárok nem tudtak igazán nagy helyzetbe kerülni. Kisebb lehetőségek adódtak, csakhogy hiányzott a pontosság. A háromperces hosszabbításban ívelgetésekkel próbálkoztak a hazaiak, az újpesti védők azonban biztosan álltak a lábukon, így sikerült kibekkelniük az utolsó perceket.
A legfontosabb mindig az, hogy tiszta lelkiismerettel tudjunk tükörbe nézni. Az eredmény az néha másodlagos. Nemcsak a fociban, más dolgokban is. A srácoknak most nem szabad, hogy fájjon a szíve, tovább kell lépni, ami azért nem lesz egy könnyű mutatvány. Nem tudom, mit hoz ki belőlük, hogy nem jutottunk a döntőbe. Reális esélyünk volt rá, ezért kicsit el is hittük, hogy ott lehetünk a fináléban. Hozzá kell majd nyúlnunk a pedagógiai módszerekhez, mert itt edzésről már szó sincs, itt arról szól a történet, hogy rendet tudunk-e tenni a fejekben.
A legfontosabb és az egyetlen egy dolog amiért ma jöttünk, hogy bejussunk a Magyar Kupa fináléjába. Már a párharcot megelőzően tudtuk, hogy ez a találkozó rendkívül nehéz lesz, hiszen a Balmazújvárosnak történelmi esemény lett volna a döntő, ez rendkívül nagy motiváció volt számukra. Az ellenfelünk nagyon agresszív játékot folytatott, mi pedig próbáltuk őket megállítani. Összességében újra azt tudom mondani, hogy most a legfontosabb az volt, hogy tovább menjünk.
Továbbjutott az Újpest, 2–1-es gólkülönbséggel.

## Felkészülési mérkőzések
Győzelem
      Döntetlen
      Vereség

### Nyár
| 2017. június 24., szombat 11:00 |

| Budapest Honvéd FC                  | 2 – 2   | Balmaz Kamilla Gyógyfürdő |
| ----------------------------------- | ------- | ------------------------- |
| Koszta 43' Lanzafame 45' (11-esből) | (2 – 2) | 34' Fekete Á. 40' Vólent  |

| Bozsik József Stadion, Budapest Nézőszám: 700 Játékvezető: Bogár Gergő (magyar) |

- Balmazújváros: Horváth – Bokros, Rus, Tamás, Virág – Kovács Á., Batarelo, Haris, Andrics – Vólent, Fekete Á.
- Balmazújváros kerete a 60. perctől: Szécsi – Vachtler, Papp F., Hadházi, Németh Á. – Vajda, Bódis, Pintér N., Zsiga – Kamarás Gy., Belényesi

Lejátszotta első nyári felkészülési mérkőzését a bajnoki címvédő Budapest Honvéd labdarúgócsapata, amely hazai pályán az első félidőben bő fél óra után kétgólos hátrányba került az NB I-ben újonc Balmazújvárossal szemben, de már a szünet előtt egyenlített, és maradt is a 2–2-es döntetlen. Mindkét gárdánál új edző dirigált (a kispestieknél Erik van der Meer, a hajdúságiaknál Horváth Ferenc), hiszen az aranykovács Marco Rossi, és a feljutást dirigáló Feczkó Tamás egyaránt munkahelyet váltott. A kispestiekhez hasonlóan az első felkészülési meccsét játszó újvárosiak a félidő derekán két gólt is szereztek. A 34. percben, baloldalról végezhettek el szabadrúgást a vendégek, amely veszélyesen szállt középre és Horváth A. csak tovább paskolni tudott. A hosszún Vólenthez került a labda és ívelt középre, ahol Fekete bólintott az üres kapuba, (0-1). A 40. percben középről járt szabadrúgás a balmazújvárosiaknak, amelyet a védők mögé íveltek, ahol Tamás érkezett remek ütemben, majd játszott középre, Vólent pedig a kapuba tessékelte a labdát, (0-2). A kétgólos hátrányt két perc alatt ledolgozta a hazai együttes. A 43. percben Lanzafame végzett el jobbról egy szögletet, amit Koszta 12 méterről bombázott a léc alá, (1-2). Alig telt el egy perc, amikor Lanzafame beadásába kézzel nyúlt az egyik védő, a játékvezető pedig a 11-es pontra mutatott, a büntetőt Lanzafame nagy erővel lőtte a léc alá, (2-2). A Balmazújvárosban kezdőként lépett pályára a két új szerzemény, Nemanja Andrics és Haris Attila, valamint ott volt a csapatban a próbajátékon szereplő horvát Ante Batarelo.
| 2017. június 28., szerda 15:00 |

| Balmaz Kamilla Gyógyfürdő           | 2 – 3               | Békéscsaba 1912 Előre (NB II)                         |
| ----------------------------------- | ------------------- | ----------------------------------------------------- |
| Fekete Á. (1–0) 12' Bódis (2–2) 58' | (1 – 2) Jegyzőkönyv | 18' (1–1) Szalai 20' (1–2) Tóth D. 70' (2–3) Eszlátyi |

| Balmazújvárosi Edzőcentrum, Balmazújváros Nézőszám: zártkapuk mögött Játékvezető: Szilágyi Sándor (magyar) Asszisztensek: Szilágyi Norbert és Kimért Tamás |

- Balmazújváros 1. félidő: Szécsi – Batarelo, Fekete Á., Habovda Yura, Haris, Kovács Á., Andrics, Rus, Tamás, Vajda, Vólent
- Balmazújváros 2. félidő: Horváth (Szécsi  60') – Németh, Virág, Rus, Bokros, Pintér, Bódis, Kamarás, Belényesi, Zsiga, Habovda Yura

A találkozót az 54/2004-es kormányrendelet értelmében, zártkapuk mögött kellett lejátszani, ugyanis az edzőcentrumban található pálya nincs hitelesítve biztonságtechnikai szempontból.
| 2017. július 1., szombat 11:00 |

| Mezőkövesd Zsóry FC | 1 – 2               | Balmaz Kamilla Gyógyfürdő                   |
| ------------------- | ------------------- | ------------------------------------------- |
| Gohér (1–0) 1'      | (1 – 1) Jegyzőkönyv | 39' (11-esből) (1–1) Zsiga 67' (1–2) Fekete |

| Városi stadion, Mezőkövesd Nézőszám: 150 Játékvezető: Ducsai József (magyar) Asszisztensek: Márkus Péter és Szarvas László |

- Balmazújváros 1. félidő: Horváth – Habovda Yura, Rus, Tamás, Bódis, Vajda, Haris, Zsiga, Andrics, Kovács Á., Uzoma
- Balmazújváros 2. félidő: Horváth – Habovda Yura, Vajda, Andrics, Fekete Á., Rus, Tamás, Virág, Zsiga, Uzoma, Batarelo

Már a mérkőzés elején megszerzi a vezetést a Mezőkövesd. Egy szöglet után! Gohér lőtte a kipattanó labdát 18 méterről a jobb felsőbe, (1–0). A 39. percben büntetőből egyenlített a Balmazújváros: Kovács Ádám lépett ki három védő között, akit csak szabálytalanul tudtak a hazaiak megállítani. A tizenegyest Zsiga Ervin higgadtan, jobbal a jobb alsóba lőtte, (1–1). A 67. percben megszerezte a vezetést a vendég együttes: Nemanja Andrics beadását Fekete Ádám juttatta két méterről a kapuba, (1–2).
| 2017. július 5., szerda 17:00 |

| FK Hoverla Uzshorod (Ukrán I.) | – | Balmaz Kamilla Gyógyfürdő |
| ------------------------------ | - | ------------------------- |
|                                |   |                           |

| Kamelot Sport Complex, Ungvár |

| 2017. július 8., szombat 11:00 |

| Balmaz Kamilla Gyógyfürdő | – | Kazincbarcikai SC (NB II) |
| ------------------------- | - | ------------------------- |
|                           |   |                           |

| Balmazújvárosi Városi stadion, Balmazújváros |

| 2017. augusztus 1., kedd |

| Balmaz Kamilla Gyógyfürdő                                                                                 | 7 – 0               | Gyöngyösi AK-Ytong (NB III) |
| --- | ------------------- | --------------------------- |
| Vólent (1–0) 13' • (2–0) 25' • (7–0) 71' Orovecz (3–0) 28' Rácz (4–0) 40' Belényesi (5–0) 55' • (6–0) 59' | (4 – 0) Jegyzőkönyv |                             |

| Balmazújvárosi Edzőcentrum, Balmazújváros Nézőszám: 50 Játékvezető: Szilágyi Sándor (magyar) Asszisztensek: Horváth Róbert és Szabó Szilárd |

- Balmazújváros: Szécsi (Pogacsics  szünetben) – Bokros, Póti, Obanor, Virág — Bódis — Rácz, Batarelo, Orovecz — Vólent, Belényesi

| 2017. augusztus 31., csütörtök |

| Balmaz Kamilla Gyógyfürdő                                    | 3 – 0               | 1. FC Tatran Prešov (Eperjes) (szlovák I.) |
| ------------------------------------------------------------ | ------------------- | ------------------------------------------ |
| Zsiga (1–0) 5' (11-esből) Orovecz (2–0) 50' Vólent (3–0) 54' | (1 – 0) Jegyzőkönyv |                                            |

| Balmazújvárosi Városi Stadion, Balmazújváros Játékvezető: Veizer Roland (magyar) Asszisztensek: Kövér Tamás és Horváth Róbert |

- Balmazújváros 1. félidő: Pogacsics – Habovda, Jagodics, Póti, Virág — Vajda, Maisuradze, Batarelo, Zsiga — Kovács, Fekete
- Balmazújváros 2. félidő: Pogacsics – Habovda, Jagodics, Póti, Virág — Orovecz, Batarelo, Bódis, Rácz — Belényesi, Vólent

Az 5. percben büntetőhöz jutott a hazai csapat, melyet Zsiga higgadtan értékesített; (1–0). A fordulás után, az 50. percben növelte előnyét a Balmaz Kamilla, Orovecz lőtt kapura, amelynél a vendégek kapusa tehetetlen volt; (2–0). Az 54. percben kialakult a mérkőzés végeredménye, Vólent jobb oldali beadása Streno lábán pattant meg, de a labda a hálóban kötött ki; (3–0).

### Ősz
| 2017. október 6., péntek 11:00 |

| Debreceni VSC             | 1 – 0               | Balmaz Kamilla Gyógyfürdő |
| ------------------------- | ------------------- | ------------------------- |
| Tisza (1–0) 5' (11-esből) | (1 – 0) Jegyzőkönyv |                           |

| Debreceni Labdarúgó Akadémia, Debrecen–Pallag Játékvezető: Nazsa Tamás (magyar) |

- DVSC I. félidő: Novota — Bényei, Kinyik, Szatmári, Barna — Bódi, Csősz, Tőzsér, Sós — Tisza, Nagy K.
- DVSC II. félidő: Novota — Kuti, Szilvási, Mészáros N., Ferenczi — Jovanovics, Filip, Szekulics, Kusnyír — Bárány, Bíró
- Balmazújváros I. félidő: : Horváth L. — Schmid M., Jagodics B., Tamás, Uzoma — Kovács, Maiszuradze, Batarelo — Vólent, Fekete, Rácz
- Balmazújváros II. félidő: : Szécsi — Schmid M. (Póti  55'), Jagodics B., Tamás, Uzoma (Schmid Á.  70') — Kovács (Carlo  55'), Bódis, Soós — Vólent (Coulibaly  55'), Fekete (Orovecz  55'), Rácz
- Balmazújváros II. félidő, 55. perctől: : Szécsi — Póti, Jagodics B., Tamás, Uzoma (Schmid Á.  70') — Carlo, Bódis, Soós — Coulibaly, Orovecz, Rácz

A magyar labdarúgó-válogatott vb-selejtezős szereplése miatt szünet van a bajnokságban, így a DVSC edzőmérkőzést játszott, méghozzá a Balmaz Kamilla Gyógyfürdő ellen a pallagi edzőközpontban. A találkozón szerepet kaptak olyan játékosok is, akik a bajnokikon ritkábban lépnek pályára, illetve olyan fiatalok (Kusnyír Erik, Bárány Donát) is megkapták a lehetőséget a bizonyításra, akik még a korosztályos bajnokságban futballoznak. A mérkőzést sérülés miatt kihagyta Nagy Sándor, Könyves Norbert, Varga Kevin, Harisz Tabakovics, Justin Mengolo és Takács Tamás.
A mérkőzés 5. percében már vezetést szereztek a hazaiak, amikor is tizenegyeshez jutottak a debreceniek, a büntetőt Tisza Tibor magabiztosan értékesítette; (1–0). Nem sokkal később egy szöglet után Tamás László fejesét kellett Novotának védenie. Kiegyenlített mérkőzés volt, volt olyan időszak, amikor a Loki, máskor inkább a vendégek térfelén folyt a játék, a kapuk ritkán forogtak veszélyben. A 40. percben 11-est rúghatott a Balmazújváros, ám Vólent Roland lövését Novota János kivédte. A második félidő elején Kusnyír Erik hagyott ki egy nagy lehetőséget, a kapu mellé lőtt. Tíz perc után négy játékost is cseréltek a vendégek, beállt a DVSC egykori támadója, Adamo Coulibaly is. A két csapat küzdelmes meccset vívott, Jovanovicsnak volt ígéretes lövése, de mindkettő elkerülte a kaput, illetve Bárány Donát fejese ment el a jobb kapufa mellett. A végeredmény maradt az 1–0.